# 鳥人間コンテスト選手権大会
『鳥人間コンテスト選手権大会』（とりにんげんコンテストせんしゅけんたいかい、英: JAPAN INTERNATIONAL BIRDMAN RALLY）は、読売テレビ放送主催による人力飛行機の滞空距離および飛行時間を競う競技会。

## 概要

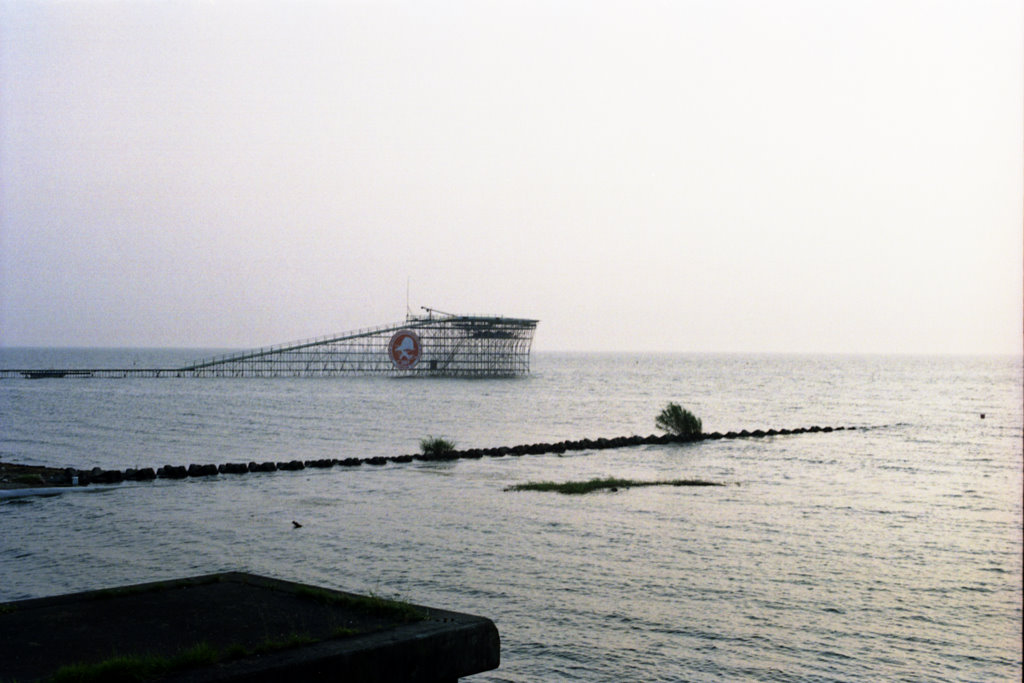
現在の会場として使用されている松原湖岸

1977年に滋賀県近江八幡市の宮ヶ浜水泳場で第1回が開催されて以降、毎年7月に滋賀県彦根市の琵琶湖を舞台に開催され、1980年（第4回）以降は同市内にある松原湖岸を会場としている。その模様は、読売テレビ制作・日本テレビ系列で全国ネットの特別番組として放送されている。
参加団体や関係者からは、省略して「鳥コン」とも呼ばれる。
同様のイベントは「Birdman Rally」として1971年にイギリスで始まったのを皮切りに数か国で開催されている。詳細はバードマン・ラリーを参照。
初期のテレビ放送では、タイトルの頭に「飛べ、栄光の大空へ!」というキャッチコピーが付けられていた。第34回（2011年）以降は「飛ばなきゃならない理由（ワケ）がある!」をキャッチコピーにしている。
当初は『びっくり日本新記録』内の1競技として、同番組で第1回が放送され、第2回から単独番組となった。なお、第1回は「鳥人間コンテスト日本大会」（とりにんげんコンテストにほんたいかい）、第2回 - 第4回は「鳥人間コンテスト世界大会」（とりにんげんコンテストせかいたいかい）というタイトルだった。なお、「鳥人間」は讀賣テレビの登録商標（商標登録番号第4776282号）である。また、第21回から第35回までの放送では、大会イメージソングを年替わりで設定していた（後述）。
参加チームについては、大会の規模が大きくなるにつれて、個人参加から大学のクラブ・サークル単位による参加が主流になっている。学生時代にパイロットやスタッフとして当大会へ参加した社会人が「鳥人間OB」として独自にチームを結成したり、出身校や他チームにノウハウや経験を伝えたりすることも多い。近年の放送では、日本以外の国から参加するチームや、著名人が番組・所属事務所単位で挑戦するチームにも焦点を当てている。
2010年には、この年に創業80周年を迎えた岩谷産業が、創業記念事業の一環として大会に特別協賛。『Iwataniスペシャル 第33回鳥人間コンテスト選手権大会』（イワタニスペシャル だい33かいとりにんげんコンテストせんしゅけんたいかい）というタイトルで実施されるとともに、この大会から、社内で結成した「Iwataniクリーンエネルギーチーム」が他の出場者と同じ条件で滑空機部門に参加している。岩谷産業は2011年以降も特別協賛を続けているため、同年以降の大会は、『Iwataniスペシャル 鳥人間コンテスト（西暦）』（イワタニスペシャル とりにんげんコンテスト）として開催されている。

### 開催中止
2024年までの時点で開催を全面的に中止した年は、1997年（第21回）、2009年、2020年の3回である。
1997年
台風9号が会場付近を直撃したため、大会史上初めての全面中止に至った。
2009年
前年のリーマン・ショック（2008年9月15日）発生以降に急速に悪化した世界金融危機により讀賣テレビの広告収入が減少したことに加え、地デジの設備投資などに伴う全社的な経費削減、安全性の向上を目的とした人力飛行機離陸用仮設プラットフォームの設計変更などを理由に中止に踏み切った。しかし、大会の復活を望む意見が全国の出場希望者から読売テレビへ多数寄せられたことに加え、上記の通り岩谷産業が特別協賛として参加することになり、翌年より再開された。
2020年
年頭より新型コロナウイルス感染症（COVID-19）の流行が続く影響で全面中止。9月26日には、中止決定後の動きやコンテスト自体の魅力を紹介すべく富士川滑空場（例年は大会前に出場予定機のテストフライトで使用する静岡県内の常設滑空場）で収録した『Iwataniスペシャル 鳥人間コンテスト2020 特別編 ～新たな挑戦～』が、全国ネットで13:30 - 14:55に放送された。

## 歴史
- 1977年（昭和52年） - 第1回を開催（近江八幡市・宮ヶ浜水泳場）、『びっくり日本新記録』内で放送。
- 1978年（昭和53年） - 第2回のダイジェストを、読売テレビ開局20周年記念番組として放送。
- 1980年（昭和55年） - 会場を彦根市・松原水泳場に移す。
- 1986年（昭和61年） - 滑空機部門と人力プロペラ機部門を分離。
- 1987年（昭和62年） - コミックエントリー部門廃止。
- 1988年（昭和63年） - 強風のため人力プロペラ機部門が中止。
- 1989年（平成元年） - 人力プロペラ機部門が中止。
- 1990年（平成2年） - 強風のため滑空機部門が中止。
- 1997年（平成9年） - 台風9号直撃のため、大会史上初めて、全ての競技を中止。
- 1998年（平成10年） - 2日間開催に移行。
- 2004年（平成16年） - 天候不良の影響で、人力プロペラ機部門の競技が不成立（事実上の中止）。
- 2009年（平成21年） - 経済状況の悪化を背景に、読売テレビがダイジェスト番組の制作を見直す方針を打ち出したため、開催自体を中止（正式な中止は初の事例）。
- 2010年（平成22年） - 2年振りに開催するとともに、岩谷産業が協賛スポンサーに初参加。
- 2014年（平成26年） - 人力プロペラ機ディスタンス部門の競技が不成立。
- 2018年（平成30年） - インターネット向けに、公式YouTubeチャンネルで大会当日のライブ配信を滑空機部門の一部で初めて実施。台風12号直撃の影響で、人力プロペラ機部門の競技が不成立[7]。
- 2019年（令和元年） - 台風6号直撃の影響で、1日目の滑空機部門の一部と人力プロペラ機部門の一部を2日目に延期して開催。
- 2020年（令和2年） - 新型コロナウイルス感染症（COVID-19）の流行を背景に、日本全国で緊急事態宣言が発出された影響で開催を中止。参加を予定していたチームの多くで機体の製作が困難になっていたことを踏まえて、開催しても機体の安全性を十分に確保できない事態が予見されることや、出場予定者がチーム単位の活動を通じて感染のリスクにさらされかねないことなどを考慮したことによる[5][8]。
- 2021年（令和3年） -　例年の大会ではチーム単位での観覧を認めている応援団の立ち会いを禁じるなど、無観客での収録を条件に、滑空機部門と人力プロペラ機部門の競技を2年振りに開催[9]。
- 2022年（令和4年） - 2019年以来3年振りに観覧スタンドを琵琶湖の湖岸へ設営したうえで、応援団などの観客を入れて大会を開催。1日目の滑空機部門では、競技の最中に強風が吹いた影響で、一部のフライトを2日目に延期した[10]。これまで滑空機部門の一部フライト限定で行われていた公式YouTubeチャンネルでのライブ配信が、人力プロペラ機部門を含めた全フライトで行われるようになる。このため、ライブ配信視聴者にはテレビ放送に先んじて結果を知ることができるようになる。
- 2023年（令和5年） -　第45回大会を開催。開催に際しては、感染症関連の国内法におけるCOVID-19の分類が2023年5月8日付で（季節性インフルエンザなどと同等の）「五類感染症」へ移行したことを踏まえて、大会に参加するチームメンバーや応援団の人数制限を4年振りに撤廃した[11]。

### 放送日・開催日
大会と収録を毎回、7月下旬から8月上旬までの間に実施。近年は、収録から1 - 2ヶ月後に、大会のダイジェスト番組を放送している。
| 回数                                                                                    | 放送日             | 開催日                 |
| --------------------------------------------------------------------------------------- | ------------------ | ---------------------- |
| 第1回                                                                                   | 1977年8月7日、14日 | 1977年7月2日           |
| 第2回                                                                                   | 1978年9月7日       | 1978年7月21日          |
| 第3回                                                                                   | 1979年9月1日       | 1979年7月20日          |
| 第4回                                                                                   | 1980年8月9日       | 1980年7月19日          |
| 第5回                                                                                   | 1981年9月3日       | 1981年8月8日           |
| 第6回                                                                                   | 1982年9月23日      | 1982年8月7日           |
| 第7回                                                                                   | 1983年9月22日      | 1983年8月6日           |
| 第8回                                                                                   | 1984年9月20日      | 1984年8月4日           |
| 第9回                                                                                   | 1985年9月19日      | 1985年8月3日           |
| 第10回                                                                                  | 1986年9月4日       | 1986年8月2日           |
| 第11回                                                                                  | 1987年8月6日       | 1987年8月1日           |
| 第12回                                                                                  | 1988年8月18日      | 1988年7月30日          |
| 第13回                                                                                  | 1989年8月10日      | 1989年7月29日          |
| 第14回                                                                                  | 1990年8月16日      | 1990年8月4日           |
| 第15回                                                                                  | 1991年8月15日      | 1991年8月3日           |
| 第16回                                                                                  | 1992年8月20日      | 1992年8月1日           |
| 第17回                                                                                  | 1993年9月9日       | 1993年7月31日          |
| 第18回                                                                                  | 1994年8月6日       | 1994年7月30日          |
| 第19回                                                                                  | 1995年8月5日       | 1995年7月29日          |
| 第20回                                                                                  | 1996年8月3日       | 1996年7月27日          |
| （第21回）                                                                              | （1997年8月2日）   | （1997年7月26日）      |
| 第22回                                                                                  | 1998年9月5日       | 1998年7月31日 - 8月1日 |
| 第23回                                                                                  | 1999年8月28日      | 1999年7月30日 - 31日   |
| 第24回                                                                                  | 2000年8月12日      | 2000年7月28日 - 29日   |
| 第25回                                                                                  | 2001年8月4日       | 2001年7月27日 - 28日   |
| 第26回                                                                                  | 2002年8月31日      | 2002年7月27日 - 28日   |
| 第27回                                                                                  | 2003年9月6日       | 2003年7月26日 - 27日   |
| 第28回                                                                                  | 2004年8月28日      | 2004年7月31日 - 8月1日 |
| 第29回                                                                                  | 2005年9月19日      | 2005年7月16日 - 17日   |
| 第30回                                                                                  | 2006年9月22日      | 2006年7月22日 - 23日   |
| 第31回                                                                                  | 2007年9月6日       | 2007年7月28日 - 29日   |
| 第32回                                                                                  | 2008年9月15日      | 2008年7月26日 - 27日   |
| 2009年は開催中止                                                                        |                    |                        |
| 第33回                                                                                  | 2010年9月24日      | 2010年7月24日 - 25日   |
| 第34回                                                                                  | 2011年8月19日      | 2011年7月30日 - 31日   |
| 第35回                                                                                  | 2012年8月27日      | 2012年7月28日 - 29日   |
| 第36回                                                                                  | 2013年9月4日       | 2013年7月27日 - 28日   |
| 第37回                                                                                  | 2014年9月3日       | 2014年7月26日 - 27日   |
| 第38回                                                                                  | 2015年9月2日       | 2015年7月25日 - 26日   |
| 第39回                                                                                  | 2016年8月31日      | 2016年7月30日 - 31日   |
| 第40回                                                                                  | 2017年8月23日      | 2017年7月29日 - 30日   |
| 第41回                                                                                  | 2018年8月29日      | 2018年7月28日          |
| 第42回                                                                                  | 2019年8月28日      | 2019年7月27日 - 28日   |
| 2020年は開催中止 『Iwataniスペシャル 鳥人間コンテスト 2020 特別編〜新たな挑戦〜』を放送 |                    |                        |
| 第43回                                                                                  | 2021年9月2日       | 2021年7月31日・8月1日  |
| 第44回                                                                                  | 2022年8月31日      | 2022年7月23日 - 24日   |
| 第45回                                                                                  | 2023年8月30日      | 2023年7月29日 - 30日   |
| 第46回                                                                                  | 2024年9月4日       | 2024年7月27日 - 28日   |

- 放送日は日本テレビでの放送日を示す。
- 第21回大会の開催を予定していた1997年には、台風9号が開催地を直撃したため、大会史上初めて全ての競技を中止した。放送当日は、「大会中止ドキュメント」と「過去20回のダイジェスト」を読売テレビ本社スタジオから生放送。女性司会者として競技の収録に立ち会う予定だった佐藤藍子に代わって、細川ふみえが司会を務めたほか、競技へのエントリーを予定していた森脇健児と羽田恵理香をゲストに迎えた。
- 2009年と2020年には、前述した事情から、大会の開催自体を見送った。
  - 2020年には、司会を務める予定だった矢部浩之（ナインティナイン）・羽鳥慎一、小宮浩信（三四郎）、西川貴教（開催地・滋賀県の出身で同県から「滋賀ふるさと観光大使」を委嘱）、生見愛瑠の出演による『Iwataniスペシャル 鳥人間コンテスト 2020 特別編〜新たな挑戦〜』を、9月26日に全国ネットで放送。2018年の第41回大会・滑空機部門にパイロットとして4位入賞を果たした小宮をはじめ、大会史に名を残したパイロット[注 9]（放送上の呼称は「レジェンドバードマン」）が、今後の大会への参加を検討している西川に「コンテストで感動した瞬間」を紹介する企画「西川さんに伝えたい!鳥人間コンテストの魅力」を中心に構成していた[6]。また、静岡県内に常設されている富士川滑空場で収録されたことから、前年（2019年）の第42回大会・人力プロペラ機ディスタンス部門で優勝した「BIRDMAN HOUSE伊賀」のプロペラ機が富士山界隈の絶景フライトに挑んだ模様も放送した[12]。なお、西川は翌2021年の第43回大会にも「ゲスト」として参加。パイロットとしての参加には至らなかったため、競技・収録後の会見で、司会の矢部から第44回大会（2022年開催）への出場を勝手に宣言される一幕があった[9]。
- 2018年の第41回大会については、例年と同じく、2日間の開催を予定していた。しかし、2日目（7月29日）に台風12号の接近が見込まれたことから、2日目の開催を中止。当初2日目に実施する予定だった「人力プロペラ機部門」を1日目（28日）に急遽組み込んだが、天候不良の影響で途中から競技を続けられなくなったため、競技不成立とみなされた[13]。

### 歴代イメージソング
※がついている曲は開催年と発表された年が異なる楽曲である。
| 年     | 回数   | 曲                    | アーティスト      | 備考 |
| ------ | ------ | --------------------- | ----------------- | --- |
| 1996年 | 第20回 | 終わらない夢に        | TUBE              | |
| 1997年 | 第21回 | 大空へ                | FIELD OF VIEW     | 大会が台風9号による荒天のため中止となった影響で、本曲はシングルとしての発売が見送られた。                                                        |
| 1998年 | 第22回 | 1万メートルの景色     | 小松未歩          | 大会開催前の人力プロペラ機ディスタンス部門の記録が9,761.56mであり、タイトルを「1万メートルの景色」としたが、この大会の記録は23,688.24mであった。 |
| 2006年 | 第30回 | 風になって            | 森山直太朗        | |
| 2007年 | 第31回 | 空はまるで            | MONKEY MAJIK      | 元はヨコハマタイヤのイメージソング。 |
| 2008年 | 第32回 | 旅人 ※                | ケツメイシ        | |
| 2010年 | 第33回 | 風のカプセル          | GIRL NEXT DOOR    | |
| 2011年 | 第34回 | Rising Sun            | EXILE             | 東日本大震災復興支援チャリティーソング |
| 2012年 | 第35回 | ブルーバード ※        | いきものがかり    | 元はテレビ東京系アニメ『NARUTO -ナルト- 疾風伝』の第3期オープニングテーマ。                                                                      |
| 2015年 | 第38回 | ワタリドリ/Dracula La | ［Alexandros］    | |
| 2016年 | 第39回 | Fly high!!            | BURNOUT SYNDROMES | 元は『ハイキュー!! セカンドシーズン』オープニングテーマ。                                                                                        |

2019年の第42回大会では、鳥人間応援ソングとして「飛んでみよう!鳥人間!」を採用。この曲に合わせたオリジナルダンスの動画投稿をTikTok限定で受け付けた後に、投稿された動画から優秀作品を『シノビーと、おさんぽ』（読売テレビの関西ローカル向け番宣番組）で放送する企画「鳥人間ダンスコンテスト」も実施している。

## 2009年開催中止の余波
読売テレビの広告収入の減少および設備投資による制作費の見直しによって2009年の開催は中止となったが、正式なプレスリリース発表後にエントリーを予定していたチームや長年大会を応援してきたファンや視聴者から多数の問い合わせや応援の声、抗議などが読売テレビに寄せられた。中には寄付金を募るから開催して欲しいという声が寄せられたほか、毎年参加して記録を更新しているチームがライバル同士という垣根を越えて連絡を取り合うといった事例が報告されている。これらの声に応えるため、読売テレビおよび鳥人間コンテスト実行委員会は2010年の開催を決定した。また、2010年の大会からは大阪に本社を構える岩谷産業が冠スポンサーに名乗りを上げた。
なお、鳥人間コンテスト選手権大会は毎年彦根市の夏の一大イベントとなっていることから、彦根市は2009年の開催中止を受けて『バードマン・サマー2009』を開催し、鳥人間検定、大会の歴史をたどるパネル展示、紙飛行機づくり教室などの催しが行われた。

## テレビ放送
大会の模様は日曜日の『びっくり日本新記録』（1977年のみ）、木曜日の『木曜スペシャル』（1978年・1981年 - 1993年）、土曜日の『土曜スペシャル』（1979年・1980年）・『スーパースペシャル』（1994年 - 2003年）・『THEスペシャル!』（2004年）で放送されてきた。単発特別番組枠終了後は、毎年秋の番組改編期（主に平日が中心）に単発特別番組として放送されている。番組VTRについては、基本として制作局の読売テレビ（ytv）が大阪の本社から送出しているが、過去には東京の日本テレビが送出を担当したことも数回ある。
1991年8月15日の第5回は、広島テレビではプロ野球広島東洋カープ対中日ドラゴンズ戦の中継のため8月17日（土曜）午後の遅れネットとなった。
2007年に3年ぶりとなる単発特別番組枠『モクスペ』が木曜19:00 - 20:54に編成され、当番組と同じくytvが制作している『ベストヒット歌謡祭』と同様に同枠で放送されたが、2008年は19時台がytv制作枠（『月曜19時アニメアワー』、後の『アニメ☆7』）にあたる月曜日に放送された。2009年は開催中止のため、放送されなかった。2010年・2011年は金曜日に放送されたが、2012年は2008年以来4年ぶりに月曜日で放送された（月曜20時台が日本テレビ系同時ネット枠となるテレビ宮崎でも同時ネット）。2013年から2019年までは水曜日に放送されたが、2021年は14年ぶりに木曜日に放送された。一方で火曜日に放送されたことは一度もない。また、2007年から地上デジタル放送ではデータ放送も実施している。
2008年からは従来の通常番組のスポンサーから特別セールスに変更され、2010年では岩谷産業が特別協賛社になったことに伴い岩谷産業をメインとした複数スポンサーとなった。
2007年は地上波での第31回の放送のほか、CS放送の日テレプラス&サイエンス（現・日テレプラス ドラマ・アニメ・音楽ライブ）にて第27回（2003年）・第29回（2005年）・ 第30回（2006年）の模様も再放送された。
2003年は当時阪神タイガースが首位だったため、ytvはローカルで阪神戦を放送し、本番組は後日に改めて放送された（読売テレビ以外の系列局（テレビ宮崎を除く）は「裏送り」の形で通常通り放送された）。
2006年にはイメージテーマソングに森山直太朗の『風になって』を起用し、第30回を記念して『鳥人間コンテスト 30th ANNIVERSARY DVD-BOX』が同年10月6日に発売された。
放送の間には飛行機が残って飛行士だけフライト台から転落してしまう、風にあおられたプロペラ飛行機が180度旋回して順番待ちの飛行機に衝突して壊してしまうなどハプニングも多々あった（これらの飛行士はいずれも失格となった）。
クロスネット局のテレビ大分・テレビ宮崎へのネットの有無は、放送される曜日の枠やスポンサーセールス等の関係上年度により異なる。2012年は放送日が月曜日に当たったため、以上の2局では同時ネットを実施した。2015年にはテレビ宮崎が、フルネット局での放送日（水曜日）の深夜（日付の上では翌日）に時差ネットで放送している。
日本テレビ系列局のない沖縄県では、琉球放送が2016年5月28日に『鳥人間コンテスト2015』を放送。日本テレビ系列局での本放送から8か月後の放送であった。
2017年には、地上波で8月23日に第40回のダイジェスト番組を放送したほか、CS放送のファミリー劇場で第32回（2008年）・第34回（2011年）・第35回（2012年）・第38回（2015年）のダイジェスト番組を再放送。制作局のytvでは、第40回のダイジェスト番組で公開しなかったシーンを中心に構成した特別編集版を、本放送の11日後（9月3日）の15:25 - 17:00に放送している。
2018年には、ytvの開局60周年特別企画として、8月29日にダイジェスト番組を放送した。
大会が中止された2020年には、『Iwataniスペシャル 鳥人間コンテスト2020 特別編 ～新たな挑戦～』を、9月26日の13:30 - 14:55に全国ネットで放送。大会を2年振りに再開した2021年には、9月2日（木曜日）の19:00 - 20:54にダイジェスト番組を編成している。2022年以降は、8月最終週の水曜日に2時間（19:00 - 21:00）の放送枠を設定。2024年（9月4日）には、従来のダイジェスト番組から一転して、本編で取り上げられなかった出場機のフライト映像も記録と合わせてエンディングで紹介している。

## ルール
大会ごとに少しずつ改定されているため、公式ルールブックが毎年発行される。主な規定には発進時の規定、プラットフォームの標準数値、競技エリア、機体に対する制限などがある。初期はハンググライダーの改良型程度だった参加機も徐々に高性能化が進み、新型機の登場や大記録が出るとその都度ルールの改定が行われている。
大会に出場する機体は、書類審査によって決定される。本番組の元プロデューサーである太田匡隆によると、毎年100機以上の応募があるが、コンテスト会場の広さや開催時間の関係上、書類審査の時点で全応募総数の3割弱となる約30機程にまで絞られるという。第37回大会（2014年）までは、フライト中のパイロットの表情や声を放送に反映させる目的で、出場が許可されたチームの一部の機体に番組スタッフがオンボードカメラとボイスレコーダーを装着していた。第38回大会（2015年）からは、装着の対象を出場全チームの機体に拡大。この拡大を機に、出場を希望するチームには、書類選考で提出する機体の設計図にオンボードカメラの装着位置を記載することを求めている。
出場が許可された機体には、審査の合格を示す「OK」のステッカーを配布。このステッカーを貼った機体のみ、大会へ出場できる。審査に合格した機体へ貼っていなかった場合や、ステッカーの欠落が発覚した場合には、事情や理由を問わず当該チームを「失格」に処している。
機体の発進（テイクオフ）については、プラットフォーム上の審判員が「ゲート、オープン!」と告げながら白旗を上げたタイミングから認めている。白旗が上がるまでに発進させた場合には、審判員が赤旗を上げると共に、「不正スタート」扱いで当該チームを「失格」に処している。
プラットフォーム
第42回大会（2019年）の規定によるとプラットフォームの先端高さは水面から10メートル、助走路は10メートルで傾斜角は3.5度の扇形。高さと助走路の長さは大会発足当初から変化はないが、後にテイクオフを容易にするために傾斜角が設けられた。人力を推進力に転換できる人力プロペラ機の場合、良好な機体設計と気象状況ならば問題なく発進できる条件であるが、滑空機の場合は極めて限定的な運動エネルギーと位置エネルギーしか獲得できないため、上位入賞を達成するためには単純計算で滑空比30以上（10m降下する勢いで300m以上前進できる）の機体を作成し、風向き等の気象条件に応じた飛行プランを立て、過剰な高度低下を防ぎつつ地面効果の効率的な利用を図る等、滑らかで繊細な操縦が人力プロペラ機以上に要求される厳しい条件となる。
失格・措置
前述した「不正スタート」以外にも、以下に該当する場合には、機体をプラットフォームから発進させていても飛行距離に関係なく「失格」とみなしている。
「危険な飛行」と審査員が判断した場合。
飛行距離が大会規定上の「限界」に達した状況（後述）などで、パイロットが審判員からの勧告に従わなかった場合。
パイロットおよび補助者から少なくとも1名が、機体の発進後にプラットフォームから転落した場合（故意による落下・落水行為も含む）。
機体が陸上に墜落した場合。
機体の飛行中に、当該機から部品などが落下した場合。
強い風の影響で、機体の飛行中に部品など壊れて墜落した場合。
2人乗りの機体が体重の圧力から落下した場合。
機体がプラットフォームへ到達し、離陸態勢に入る直前に、不運にも致命的な不具合が生じた場合は、審判長が競技者およびその補助者に勧告し、納得させた上で機体を湖上に落とす措置を指示することができる。納得行かない場合は機体を引き揚げることも可能。この場合、勧告を受けたチームは棄権として記録される。
プラットフォームを離陸後、何らかのアクシデントでパイロット（競技者）が機体から転落した際は、その転落地点が公式記録となる（機体がその先まで飛行しても、その距離は記録されない）｡
スタート直後の墜落や測定に支障の生じた場合は、記録は測定不能となる。この場合は会場の電光掲示板には「0m」と表示され、場内アナウンスでは「測定不能」と放送される。
機体を撃墜しようとする妨害行為も禁止され、行った場合は重い処分が科せられる。
放送や救助のため同時に複数の機体は飛ばせない。後述のルール変更のたびに航続距離が伸びているため待ち時間が非常に長くなる場合がある。また、フライト中の機体が陸地（琵琶湖の沿岸地域）へ著しく接近している場合には、運営事務局から当該機のパイロットに対して機体の着水を命じることがある。
折り返しルール
折り返しルールの導入～60kmルートの設定
従来はプラットフォームから着水地点までの距離が記録となっていたが、第27回（2003年）に人力プロペラ機部門で日本大学理工学部のサークル・航空研究会のMöwe20（メーヴェ20）が約34kmという現会場での事実上の限界記録（松原水泳場→琵琶湖大橋間）を出した。
この際の経緯は以下の通りである。
- まず東北大（この年3位）が進路を北側に向け対岸付近まで達したが、安全を考えそこで着水させた（記録は約24.8km、事実上の北ルート限界点）。
- 日本大チームは更なる好成績を狙い、北ルートよりも飛行距離を伸ばす余地がある南側へと進路を向けた。その結果、当時の最長地点にあたる琵琶湖大橋付近までの飛行に成功。
- だが、琵琶湖大橋付近への到達は当時の運営の想定外であり、しかも、パイロットの体調にも問題なく、高度も安定しており、失格行為となりうる琵琶湖大橋を通過する状況になりつつあった。そのため、安全を重視した運営は急きょ、チームとパイロットに対し機体を着水させる勧告を出した。
- しかし、順調に飛行を続けていたパイロットは飛行停止・着水勧告に納得がいかず、そのまま琵琶湖大橋を通過する意気込みで継続飛行していたが、最終的に説得に応じて飛行停止させ琵琶湖大橋の手前付近で着水した。
  - 本来は最初の勧告無視の時点で、規則違反で失格となっていたが、新記録であったことや琵琶湖大橋到着まで若干の猶予があったため、説得が認められ、運営による失格の判断も保留となっていた。

- その後に東工大も同様に南へと進路をとり、同年2位の飛行距離(約32.1km)を記録する。

この時、運営は想定より長距離になった場合の飛行を考慮していないという問題が露呈した。そう言った経緯から、折り返し飛行のルールが登場した。制式決定前には「25km地点で折り返すことで、50km飛行も可能」という情報も流れたりしたが、最終的に第28回（2004年）から「18km地点（沖島）での折り返しを認める」というルールの制定で落ち着いた。折り返し飛行のルールだが、第28回を例とした場合、18kmを超えると大音響のサイレンが鳴り折り返しが可能になり、往復に成功すれば、第27回を上回る36kmの最長記録が出せるようになるというものである。
なおこれは折り返しを義務付けるものではなく、従来通り琵琶湖大橋や琵琶湖北端に向かうことも可能である。この場合の記録は、単純にプラットフォームからの距離となる。琵琶湖大橋越え・潜りや地上飛行は失格となるため、手前で飛行を打ち切らなければならないので折り返した場合より最長記録は短くなる。しかし気象条件などにより折り返しはリスクが高い場合もあり、参加者の判断が勝敗を左右することになる。
長距離飛行に備えて第28回から18km地点の折り返し飛行が導入（最長36km）されたが、折り返しには成功しても完全制覇者はなかなか現れなかった。しかし、遂に第32回（2008年）にて、学生チーム「東北大学　Windnauts」が18km地点の折り返し飛行に成功し完全制覇。この時は折り返し実施後、プラットフォーム付近へ到着し設定されたエリアに着水させてゴールとした。これ以降、ルール面では、スタートでの再度の折り返しは認めず、その時定められた折り返し地点での旋回に成功しプラットフォーム付近への着水をもって「ゴール＝大会記録」という方針が確立されることとなった。距離については第36回大会（2013年）以降は、20km地点を折り返し地点に変更（最長40km）し、第32回の記録を上回れるようにした。ただし、完全制覇は滅多に出ないことから、従来通り最長距離を飛行したチームが優勝となるのが基本である。
第40回大会（2017年）では、社会人チーム「BIRDMAN　HOUSE伊賀」パイロットの渡邊悠太が、20km地点の折り返し飛行のルール下で初めて40km完全制覇に成功。大会記録（放送上は「40km完全制覇」）に認定された。この時には、以下のルールを適用したうえで、「BIRDMAN　HOUSE伊賀」の優勝を確定させている。
- 渡邊を乗せた機体が折り返しに成功した末に、プラットフォーム付近まで到達したため、設定されたエリアでの着水によってゴールと認定した。渡邊の後にも数チームが飛行を予定していたため、以降に飛行したチームのパイロットが40km完全制覇を達成した場合には、渡邊の飛行時間（フライトタイム）から1秒でも下回ることを逆転優勝の条件に定めていた。しかし、該当するチームが出なかったため、全出場機のフライト終了後に「BIRDMAN　HOUSE伊賀」の優勝が確定した。

第41回大会（2018年）からは、一筆書きによって三角形を描くようなルートで最長60kmまで飛行することを想定したうえで、プラットフォームの北方に位置する竹生島にも折り返しポイントを設定。「プラットフォーム - 竹生島間」を「北ルート（19km）」、「プラットフォーム - 沖島間」を「南ルート（19km）」、2つの島間の距離を「竹生島 - 沖島間（22km）」として、一方のルートの折り返しポイントを通過・旋回した場合は、次にもう一方の折り返しポイントに直接向かうことを可能とした。2つ目の折り返しポイントを通過・旋回し、往路と別のルートでプラットホームへの帰還を達成すると、南北2つのルートと2つの折り返しポイントを全て通過してプラットホームへの帰還することになり、この場合は  「60km完全制覇」と認定することにした（行き19km + 22km + 帰り19km = 60km ）。ただし、この大会では、台風12号の影響で競技が成立しなかった。
- 第42回大会（2019年）では、ルート変更後初めて競技が成立。社会人チーム「BIRDMAN HOUSE伊賀」パイロットの渡邊悠太が60km完全制覇に成功したことから、大会記録（放送上は「60km完全制覇」）と認定された。渡邊は、上記の事情で第41回大会への出場を辞退していたが、この記録によって大会史上初の2連続完全制覇も成し遂げた。

最大70kmの2度往復ルート（2021-2024年）
2020年の中止を経て開催された第43回大会（2021年）からは、最長70kmまで飛行することを想定したルートに変更。プラットフォームから南西の方角の18km地点と、竹生島の付近の18km地点（いずれもプラットフォームから直線ルートで18km離れた地点）、プラットホーム・パイロン（プラットフォームから1km地点）の計3カ所に折り返しポイント（パイロン）を設定している。飛行ルートの選択はパイロットに委ねられているが、一方の18km地点パイロンの旋回を経てプラットフォームへ向かった後に、「プラットフォーム旋回エリア」（プラットフォームから1km圏内＜旋回後17km地点＞）に到達すると1往復で35km（18km+17km）のフライトと認定される。そのままプラットホーム・パイロンを旋回した後、もう一方のルートへの継続フライトが可能。3つめのルートのパイロン（計52km地点）への到達・旋回を経て再びプラットフォームへ向かい、「プラットフォーム旋回エリア」で着水するまでの2度の往復帰還ができた場合には「70km完全制覇」と認定する。
2度往復ルートのタイムトライアル（2025年以降）
第47回大会（2025年）からはルールを変更し、距離と時間を競うルールになった。最長飛行距離を初めて短縮し「42.195km」として、複数チームが最長飛行距離成績を達成した場合には飛行時間で順位を決定する。プラットフォームから約11kmの距離の琵琶湖上に「南パイロン」「北パイロン」を2つ設置し、いずれかを任意に選択してパイロンを旋回しプラットフォームへ戻るコースを飛行する。旋回後プラットフォームから1km圏内（往復約21km地点）までの往復飛行を行なった機体は次に2度目の旋回を行い、もう一方のパイロンに針路を取り同様の往復飛行を行なう。2つのルートへの往復飛行を達成した場合には「総飛行距離42.195km」の完全制覇が認定される。複数チームが完全制覇した場合には飛行タイムが早いチームの優勝となる。
賞金・優勝賞品
大会の部門ごとに、優勝チームへ100万円、2位のチームへ30万円、3位のチームへ20万円が贈られる。
2010年からは、スポンサーの岩谷産業が、自社製品の一部を優勝チームの副賞に提供している。以前は、大会事務局から優勝チームに対して、海外旅行の目録が贈られていた。

## 大会の競技部門
人力飛行機の技術開発の進展や番組の放送形態の変化に伴い、競技部門は開催年度によって大きく変化している。
- 第1回：競技部門（飛距離を競う）のみ
- 第2回 - 第9回：競技部門、コミックエントリー（飛距離を競わず、面白い飛び方を競う）
- 第10回・第11回：滑空機部門、人力プロペラ機部門、女性パイロット部門、コミックエントリー（第11回は中止）
- 第12回 - 第14回：滑空機部門、人力プロペラ機部門、女性パイロット部門
- 第15回 - 第18回：滑空機部門、人力プロペラ機部門
- 第19回・第20回：滑空機部門、人力プロペラ機部門、レディース部門
- 第21回 - 第23回：滑空機部門、人力プロペラ機部門、チャレンジ部門（飛距離だけでなく機体デザイン・コンセプトなどを総合的に競う）
- 第24回：滑空機部門、人力プロペラ機部門
- 第25回 - 第27回：滑空機部門、人力プロペラ機部門、人力ヘリコプター部門（第25回は参考競技）
- 第28回・第29回：滑空機部門（フォーミュラクラス / オープンクラス）、人力プロペラ機部門
- 第30回 - 第39回 ：滑空機部門（フォーミュラ / オープン混合）、人力プロペラ機ディスタンス部門、人力プロペラ機タイムトライアル部門
- 第40回 - ：滑空機部門（フォーミュラ / オープン混合）、人力プロペラ機ディスタンス部門

第2回（1978年）に人力プロペラ機がエントリーしたが、コミックエントリーとして扱われた。実際にまともな飛行性能はなかった。しかし、第9回（1985年）に人力プロペラ機が初優勝したことに伴い、第10回（1986年）に競技部門は滑空機部門と人力プロペラ機部門に分けられ、以後は滑空機と人力プロペラ機は一緒に競技することはなくなった。
第28回（2004年）から滑空機部門については機体の制限値がある「フォーミュラ」と、それがない「オープン」の2つのクラスに分けて行う。
人力ヘリコプター部門についてはプラットフォームから安全な離陸ができない恐れを考慮し、第27回（2003年）をもって廃止された。
人力プロペラ機部門では第27回（2003年）で34kmの限界点に達したため、第29回（2005年）からは18km地点での折り返しが導入された。当初は第28回（2004年）からルールの変更を予定していたが、この回では天候不良で人力プロペラ機部門の競技が成立しなかったため、実際には翌年の第29回から適用。第32回（2008年）大会で36kmの限界点に達したため、第33回大会（2010年）から20km地点での折り返しに変更された。第40回大会（2017年）で、渡邊悠太が40kmの限界点に初めて到達。第41回大会（2018年）からは、最長60kmのフライトへ対応できるように、折り返し点を2ヶ所に増やしている。第43回大会（2021年）からは、折り返し点を2ヶ所に設けたまま、最長70kmのフライトへ対応できるルートへ変更。
人力プロペラ機タイムトライアル部門は所定のコース（往復コース）をフライトするのに掛かった時間を競うもので、第30回（2006年）において初めて実施され、(2016年)まで実施された。第32回（2008年）までは1km地点で折り返すルールだったが、いずれの大会も完走できたのは1チームのみであった。第33回（2010年）で500m地点での折り返しに変更したところ、初めて複数のチームが完走した。

## 各大会の優勝者・記録
各部門の太字になっている記録は現在の大会記録。

### 滑空機部門
| 回数   | 開催日                    | 記録     | 優勝       | 優勝                                               | 備考 |
| 回数   | 開催日                    | 記録     | 操縦者     | 所属団体                                           | 備考 |
| ------ | ------------------------- | -------- | ---------- | -------------------------------------------------- | --- |
| 第01回 | (1977年7月02日)           | 082.44m  | 岡良樹     | 東京ハングライダークラブ                           | 優勝機設計は本庄季郎 （一式陸上攻撃機設計者） |
| 第02回 | (1978年7月21日)           | 079.78m  | 大平英二   | ニューウィングス                                   | |
| 第03回 | (1979年7月20日)           | 088.53m  | 島根俊夫   | 日本自作航空機連盟                                 | |
| 第04回 | (1980年7月19日)           | 101.60m  | 鈴木正人   | 日大駿河台航空研究会                               | 大会初の100m越え。鈴木は、後に数々の出場機(大会優勝機やトンボ(昆虫)を模した複葉滑空機を含む)の設計を手がける。また、初の湖岸着陸(墜落ではない)による失格者でもある。                                                                                   |
| 第05回 | (1981年8月08日)           | 095.83m  | 菊池守男   | 車山ハンググライディング                           | |
| 第06回 | (1982年8月07日)           | 144.00m  | 村山智彦   | 日本大学理工学部航空研究会                         | |
| 第07回 | (1983年8月06日)           | 162.62m  | 岡崎利彦   | 日本フライングクラブ                               | 大会発足当初の出場機は、ハンググライダーに類似した開放構造の機体のみだった。しかし、時代の流れとともに機体構造に対する設計思想の変遷がみられ、この大会時には、優勝機および上位入賞機は、空気抵抗の削減を目的としたキャノピーの採用が標準となっていた。 |
| 第08回 | (1984年8月04日)           | 163.03m  | 楠正彰     | （個人での出場）                                   | 第1回大会から連続出場で初優勝。楠は第11回大会まで連続出場を果たし、第6回大会以降は上位常連であったが、1987年末に事故のため他界。第13回大会において、この第8回大会の優勝機を復元し、第4回大会優勝者の鈴木正人が追悼フライトを行った。                   |
| 第09回 | (1985年8月03日)           | 214.51.m | 木島明良   | 茂原市フリーフライト                               | 滑空機初の200m越え。第9回大会は人力プロペラ機が290m台を記録し第1位となったため、当該フライトは大会記録上では第2位。翌年以降、滑空機部門と人力プロペラ機部門の部門別開催となる端緒となった。                                                            |
| 第10回 | (1986年8月02日)           | 158.38m  | 柴野敏彦   | POINT ONE MILE                                     | |
| 第11回 | (1987年8月01日)           | 176.71m  | 木島明良   | 茂原市フリーフライト                               | |
| 第12回 | (1988年7月30日)           | 261.90m  | 糸谷浩     | 西富士友の会                                       | 無尾翼機による優勝。無尾翼機は設計、操縦とも困難な課題を抱えているが、糸谷は初出場となる第3回大会以降、無尾翼機による挑戦にこだわり続けていた。 |
| 第13回 | (1989年7月29日)           | 225.90m  | 宮崎祥代   | チームアクティブギャルズ                           | 部門優勝はTOA鳥人間の会・佐々木正司の205.10mであるが、本大会における滑空機最高は、レディース部門エントリーの当記録。2020年現在、大会史上、唯一の女性総合優勝であり、かつ優勝操縦者が十代(第6回大会の村山以来)という偉業を達成                          |
| 第14回 | (1990年8月04日)           | 記録なし | 記録なし   | 記録なし                                           | 台風に伴う強風のため中止 |
| 第15回 | (1991年8月03日)           | 318.75m  | 木島明良   | フリーフライト                                     | 滑空機初の300m越え。木島は、キャノピーの前面投影面積を可能な限り削減し、空気抵抗を更に削減するスタイルの草分け的存在のひとりである。 |
| 第16回 | (1992年8月01日)           | 232.08m  | 中村克     | チームエアロセプシー                               | |
| 第17回 | (1993年7月31日)           | 248.31m  | 栗野けんじ | 東京都立大学人力飛行機研究会                       | |
| 第18回 | (1994年7月30日)           | 274.72m  | 佐々木正司 | TOA鳥人間の会                                      | 佐々木は、地面効果を極限まで追求する低翼配置、胴体と主翼が一体化した強靭なモノコック構造、操縦桿を機体下面から突き出す形で延長し、水面を感知することで昇降舵を操作する等、独特のアイデアを満載した機体で出場を続け、後に大会審判長を長年務めた。       |
| 第19回 | (1995年7月29日)           | 329.83m  | 佐々木正司 | TOA鳥人間の会                                      | |
| 第20回 | (1996年7月27日)           | 300.36m  | 佐々木正司 | TOA鳥人間の会                                      | |
| 第21回 | (1997年7月26日)           | 中止     | 中止       | 中止                                               | 台風9号による荒天のため中止 |
| 第22回 | (1998年7月31日 - 8月01日) | 364.08m  | 福森啓太   | チームハマハマ                                     | |
| 第23回 | (1999年7月30日 - 31日)    | 345.92m  | 大木祥資   | みたか+もばらアドベンチャーグループ                | 大木は、後に滑空機部門5連覇1回、3連覇2回を果たすなど、数々の好記録を達成 |
| 第24回 | (2000年7月28日 - 29日)    | 256.53m  | 雨宮健一   | 夜鳥の会                                           | |
| 第25回 | (2001年7月27日 - 28日)    | 417.49m  | 大木祥資   | みたか+もばらアドベンチャーグループ                | 滑空機初の400m越え |
| 第26回 | (2002年7月27日 - 28日)    | 414.33m  | 大木祥資   | みたか+もばらアドベンチャーグループ                | |
| 第27回 | (2003年7月26日 - 27日)    | 420.48m  | 大木祥資   | みたか+もばらアドベンチャーグループ                | |
| 第28回 | (2004年7月31日)           | 173.26m  | 阿知波哲史 | チームTINKER                                       | |
| 第29回 | (2005年7月16日)           | 370.80m  | 大木祥資   | みたか+もばらアドベンチャーグループ                | |
| 第30回 | (2006年7月22日)           | 258.21m  | 大木祥資   | みたか+もばらアドベンチャーグループ                | |
| 第31回 | (2007年7月28日)           | 483.47m  | 大木祥資   | みたか+もばらアドベンチャーグループ                | |
| 第32回 | (2008年7月26日)           | 377.98m  | 大木祥資   | みたか+もばらアドベンチャーグループ                | |
| 第33回 | (2010年7月25日)           | 421.11m  | 大木祥資   | みたか+もばらアドベンチャーグループ                | |
| 第34回 | (2011年7月30日)           | 314.41m  | 河原井悠   | 上智大学 Flying Turkeys                            | |
| 第35回 | (2012年7月28日)           | 501.38m  | 大木祥資   | みたか+もばらアドベンチャーグループ×神奈川工科大学 | 滑空機初の500m越え |
| 第36回 | (2013年7月27日)           | 460.07m  | 大木祥資   | みたか+もばらアドベンチャーグループ×神奈川工科大学 | |
| 第37回 | (2014年7月26日)           | 407.03m  | 大木祥資   | みたかもばら下横田                                 | |
| 第38回 | (2015年7月25日)           | 373.75m  | 石丸隆宏   | 九州大学鳥人間チーム                               | |
| 第39回 | (2016年7月30日)           | 443.80m  | 大木祥資   | みたかもばら下横田                                 | 機体はメタルキット化された。 |
| 第40回 | (2017年7月29日)           | 440.37m  | 佐藤光     | 日本大学生産工学部津田沼航空研究会                 | 学生チームの最長飛行記録で初優勝 |
| 第41回 | (2018年7月28日)           | 446.42m  | 熊倉賢人   | 日本大学生産工学部津田沼航空研究会                 | 前年に達成した学生チームの最長飛行記録を更新 |
| 第42回 | (2019年7月27日 - 28日)    | 327.72m  | 内田啓介   | Umeda Lab.（大阪工業大学OBチーム）                 | 台風6号直撃による天候不良の影響で1日目は競技途中で中止。残りのフライトは2日目に延期された。 |
| 第43回 | (2021年7月31日)           | 451.12m  | 中島桜     | 東京都立大学MaPPL                                  | 女性パイロットとしては初めての優勝で、チーム記録・学生記録・女性パイロット記録を更新。参加した12チームのうち、4チームで女性がパイロットを務めた。 |
| 第44回 | (2022年7月23日 - 24日)    | 533.58m  | 清水総一郎 | チームあざみ野                                     | 大木が10年間保持してきた大会記録を更新。大木自身も4年振りの出場ながら、482.23m（歴代4位の記録）で2位に入った。 |
| 第45回 | (2023年7月29日)           | 460.76m  | 大木祥資   | Team三鷹茂原下横田                                 | 大会最年長（53歳）のパイロットながら7年振りに優勝。社会人チームの「Team Tinker」が、この部門としては初めての2人乗り機「Gemini-X」で75.75mを記録した。                                                                                                  |
| 第46回 | (2024年7月28日)           | 645.15m  | 大木祥資   | Team三鷹茂原下横田                                 | 滑空機初の600m越え。大会最年長（54歳）のパイロットながら、「5m前後の強風が複雑な方向に吹く」という悪条件をものともせず、大会新記録と2連覇を達成。 |

- タイトル：第28回・第29回 「滑空機部門オープンクラス」

### 滑空機部門フォーミュラクラス
| 回数   | 開催日                  | 記録    | 優勝       | 優勝                     | 備考 |
| 回数   | 開催日                  | 記録    | 操縦者     | 所属団体                 | 備考 |
| ------ | ----------------------- | ------- | ---------- | ------------------------ | ---- |
| 第28回 | 2004年7月31日 - 8月01日 | 030.79m | 漆山雅史   | TEAMフライング朱鷺       |      |
| 第29回 | 2005年7月16日           | 050.77m | 谷川英樹   | 創価大学鳥人間研究会     |      |
| 第30回 | 2006年7月22日           | 157.37m | 竹内彰     | 創価大学鳥人間研究会     |      |
| 第31回 | 2007年7月28日           | 151.31m | 瀬戸うらら | Team Ocean Man           |      |
| 第32回 | 2008年7月26日           | 140.57m | 石原直人   | 大阪工業大学体育会航空部 |      |

### 人力プロペラ機ディスタンス部門
| 回数   | 開催日          | 記録                            | 優勝       | 優勝                                                 | 備考 |
| 回数   | 開催日          | 記録                            | 操縦者     | 所属団体                                             | 備考 |
| ------ | --------------- | ------------------------------- | ---------- | ---------------------------------------------------- | --- |
| 第09回 | 01985年8月03日  | 00290.45m                       | 石本豪     | 豊田飛行愛好会                                       | 初の人力プロペラ機による優勝。翌年以降、滑空機部門と人力プロペラ機部門の部門別開催となる端緒となった。1979年にドーバー海峡横断に成功した｢ゴッサマー・アルバトロス」に類似した先尾翼構造を採用 |
| 第10回 | 01986年8月02日  | 00512.20m                       | 田中紀彦   | Team Aeroscepsy                                      | 人力プロペラ機部門として独立しての第1回。しばらくは滑空機と合わせて飛距離を競う総合優勝という制度も併用されていたが、後に廃止され、各部門は同格の別物として扱われるようになった。 |
| 第11回 | 01987年8月01日  | 00435.56m                       | 上田稔     | 日本大学 理工学部 航空研究会                         | |
| 第12回 | (1988年7月30日) | 記録なし                        | 記録なし   | 記録なし                                             | 午後から強風のため中止 |
| 第13回 | 01989年7月29日  | 00050.80m (参考記録)            | 天本秀史   | トムス テクニカル ディビィジョン                     | 台風に伴う強風のため、競技不成立。 |
| 第14回 | 01990年8月04日  | 01,810.54m                      | 小林稔     | 日本大学 理工学部 航空研究会                         | |
| 第15回 | 01991年8月03日  | 00500.20m                       | 阪本佳久   | 日本大学 理工学部 航空研究会 日大バードマン OBチーム | |
| 第16回 | 01992年8月01日  | 02,019.65m                      | 中山浩典   | チーム エアロセプシー                                | |
| 第17回 | 01993年7月31日  | 02,180.78m                      | 野呂元紀   | 日本大学 理工学部 航空研究会                         | |
| 第18回 | 01994年7月30日  | 02,371.65m                      | 宮脇康成   | 日本大学 理工学部 航空研究会 日大バードマン OBチーム | |
| 第19回 | 01995年7月29日  | 08,764.00m                      | 中山浩典   | チーム エアロセプシー                                | |
| 第20回 | 01996年7月27日  | 09,761.56m                      | 中尾誠     | 大阪府立大学 堺・風車の会                            | |
| 第21回 | (1997年7月26日) | 中止                            | 中止       | 中止                                                 | 台風9号直撃のため全面中止 |
| 第22回 | 01998年8月01日  | 23,688.24m                      | 中山浩典   | チーム エアロセプシー                                | 大会初の琵琶湖横断に成功 |
| 第23回 | 01999年7月31日  | 04,913.46m                      | 大倉彰浩   | 大阪府立大学 堺・風車の会                            | |
| 第24回 | 02000年7月28日  | 07,945.85m                      | 嘉藤伸一   | 大阪府立大学 堺・風車の会                            | |
| 第25回 | 02001年7月28日  | 03,823.70m                      | 成相健太郎 | 東京工業大学 Meister                                 | |
| 第26回 | 02002年7月28日  | 06,201.74m                      | 梶原聖太   | 東京工業大学 Meister                                 | |
| 第27回 | 02003年7月27日  | 34,654.10m                      | 平綿甲斐   | 日本大学 理工学部 航空研究会                         | 琵琶湖大橋まで到達し強制着水。準優勝の田中宗介(東京工業大学Meister)の32,177.99m、3位の中谷好博(東北大学Windnauts)の24,823.01mも共に前回までの大会記録を更新。東北大学は北ルート制覇。 |
| 第28回 | 02004年8月01日  | 00944.11m (参考記録)            | 渡邊峰生   | 早稲田大学 宇宙航空研究会 WASA                       | 18チーム中半数が天候不良でフライトできず、競技不成立。 |
| 第29回 | 02005年7月17日  | 22,813.05m                      | 田中丸真輔 | 日本大学 理工学部 航空研究会                         | 初の18km折り返し成功。初めて折り返しラインを越えたのは2年前に続き2回目の準優勝となる田中宗介(COOLTHRUST)。 |
| 第30回 | 02006年7月22日  | 28,628.43m                      | 宮内空野   | 東北大学 Windnauts                                   | 宮内は、11年後（2017年）に開かれた第40回大会にもROKKO WORKS（東北大学OBが中心の社会人チーム）のパイロットとして出場すると、第30回大会の自己記録を上回る30,221.54mで準優勝。 |
| 第31回 | 02007年7月29日  | 03,998.51m                      | 山田洋平   | 東京工業大学 Meister                                 | チームが2006年7月に世界初の有人乾電池飛行を成功させた電動機｢オキシフライヤー｣(オキシライド単3乾電池160本搭載)に酷似するが、主翼等が別設計 |
| 第32回 | 02008年7月27日  | 36,000.00m                      | 西脇渉     | 東北大学 Windnauts                                   | 18km折り返しルールの下で、初めて往復に成功。 |
| 第33回 | 02010年7月25日  | 18,556.82m                      | 宮本翔     | 東京工業大学 Meister                                 | |
| 第34回 | 02011年7月31日  | 18,687.12m                      | 中村拓磨   | 東北大学 Windnauts                                   | 4km付近でGPSと無線が断絶。機体が旋回してスタート地点方向へ戻ってしまうも立て直しに成功。総飛行距離は34kmに及んだ。操縦者の数々の発言と共にコクピットカメラの映像はインターネットミームとなった。 |
| 第35回 | 02012年7月29日  | 14,129.34m                      | 谷口周平   | 東北大学 Windnauts                                   | 前年度の機体と複合した復元機を、大会後から仙台市科学館で常設展示中。 |
| 第36回 | 02013年7月28日  | 20,399.24m                      | 斎藤圭汰   | 東京工業大学 Meister                                 | |
| 第37回 | 02014年7月27日  | 01,849.41m (参考記録)           | 佐々木颯清 | 東北大学 Windnauts                                   | 強風と雨による天候不良のため、競技不成立。 |
| 第38回 | 02015年7月26日  | 35,367.02m                      | 松島昴汰   | 東北大学 Windnauts                                   | 2位の日本大学理工学部航空研究会も折り返しに成功（記録は22892.36m） |
| 第39回 | 02016年7月31日  | 21,415.53m                      | 山﨑駿矢   | 日本大学 理工学部 航空研究会                         | |
| 第40回 | 02017年7月30日  | 40,000.00m (「完全制覇」と認定) | 渡邊悠太   | BIRDMAN HOUSE伊賀                                    | 右旋回を経て往復成功（40km完全制覇）によって大会最長記録を達成。飛行時間は1時間38分20秒だった。 |
| 第41回 | 02018年7月28日  | 02,347.58m (参考記録)           | 越野陽也   | 東北大学 Windnauts                                   | 台風12号の接近に伴う強風の影響で、フライト中に機体の主翼が突然折れて着水するチームが続出したため、8チームのフライトを残した状況で競技不成立。 |
| 第42回 | 02019年7月28日  | 60,000.00m (「完全制覇」と認定) | 渡邊悠太   | BIRDMAN HOUSE伊賀                                    | 台風6号直撃の影響で、1日目のフライトは中止。渡邊が、競技不成立の前回を挟んでの2連覇および、同じパイロットでは初めて2度目の完全制覇を達成。 |
| 第43回 | 02021年8月01日  | 05,221.04m                      | 前川純也   | 東京都立大学 鳥人間部 T-MIT                          | 「常識外れの設計」とされる小型機で大会3連覇と「70km完全制覇」を狙った渡邊（BIRDMAN HOUSE伊賀）は、竹生島付近を旋回するルートの往復によって35kmを飛行していながら、記録上「失格」とみなされた。プラットフォーム付近で方向転換（2度目の旋回）を試みたあげく、危険を回避する目的で着水した場所が着水禁止区域内であったことによる。 |
| 第44回 | 02022年7月24日  | 36,868.80m                      | 丹治開     | 東北大学 Windnauts                                   | プラットフォームから南西方向のルートで「1往復」を果たした末に、チーム記録を14年振りに更新。その一方で、前回優勝のT-MITをはじめ、強風の影響で記録を伸ばせないチームが相次いだ。 |
| 第45回 | 02023年7月30日  | 69,682.42m                      | 渡邊悠太   | BIRDMAN HOUSE伊賀                                    | 36歳で臨むこの大会限りでの「引退」を表明したうえでテイクオフ。2時間31分ものフライトの末に、「完全制覇」（70,000m）と認定されるゾーンから17.58m手前の地点で着水したものの、歴代1位の記録で3度目の優勝を果たした。2位の岩田大地（東北大学Windnauts）も、歴代3位の記録（42,837.78m）で学生記録を更新。                             |
| 第46回 | 02024年7月27日  | 21,823.69m                      | 登藤成琉   | 東北大学 Windnauts                                   | 2位は植田大樹（早稲田大学宇宙航空研究会WASA）の15,646.60mで、従来のチーム記録（944.11m）を大幅に更新。 |

- タイトル：第10回 - 第29回 「人力プロペラ機部門」

### 人力プロペラ機タイムトライアル部門
- 第30 - 32回 1km折り返し（全長2km）

| 回数   | 開催日        | 記録      | 優勝     | 優勝                      | 備考                 |
| 回数   | 開催日        | 記録      | 操縦者   | 所属団体                  | 備考                 |
| ------ | ------------- | --------- | -------- | ------------------------- | -------------------- |
| 第30回 | 2006年7月23日 | 7分02秒61 | 中山浩典 | チームエアロセプシー      | 30回大会唯一の完走者 |
| 第31回 | 2007年7月28日 | 4分37秒62 | 野口雅弘 | 大阪府立大学 堺・風車の会 | 31回大会唯一の完走者 |
| 第32回 | 2008年7月26日 | 5分10秒00 | 宮本大地 | 大阪府立大学 堺・風車の会 | 32回大会唯一の完走者 |

- 第33回 - 39回 500m折り返し（全長1km）

| 回数   | 開催日        | 記録      | 優勝             | 優勝                      | 備考                                                                                       |
| 回数   | 開催日        | 記録      | 操縦者           | 所属団体                  | 備考                                                                                       |
| ------ | ------------- | --------- | ---------------- | ------------------------- | ------------------------------------------------------------------------------------------ |
| 第33回 | 2010年7月24日 | 1分55秒02 | 田村裕貴         | Team 'F'                  |                                                                                            |
| 第34回 | 2011年7月30日 | 2分08秒63 | 菊地デイル万次郎 | ドボン会                  |                                                                                            |
| 第35回 | 2012年7月29日 | 2分08秒50 | 池田遼輔         | ドボン会                  |                                                                                            |
| 第36回 | 2013年7月27日 | 1分43秒03 | 田村裕貴         | Team 'F'                  | 折り返しルールの改定後では最高記録                                                         |
| 第37回 | 2014年7月26日 | 1分43秒31 | 渡辺幹志         | 名古屋大学AirCraft        |                                                                                            |
| 第38回 | 2015年7月25日 | 2分2秒29  | 久田賢史         | 大阪府立大学 堺・風車の会 | 強風の影響で、機体がスタートラインへの到達前や折り返し地点の旋回中に着水するチームが続出。 |
| 第39回 | 2016年7月30日 | 1分46秒11 | 伊藤誠一朗       | 名古屋大学AirCraft        |                                                                                            |

### レディース部門
| 回数   | 開催日        | 記録    | 優勝       | 優勝                           |
| 回数   | 開催日        | 記録    | 操縦者     | 所属団体                       |
| ------ | ------------- | ------- | ---------- | ------------------------------ |
| 第10回 | 1986年8月02日 | 092.83m | 上田みゆき | TEAM TONDORUDO                 |
| 第11回 | 1987年8月01日 | 094.27m | 相良美幸   | TOA鳥人間の会                  |
| 第12回 | 1988年7月30日 | 103.80m | 笠原朋子   | みたか飛行少女の会             |
| 第13回 | 1989年7月29日 | 225.90m | 宮崎祥代   | チームアクティブギャルズ       |
| 第14回 | 1990年8月04日 | 064.41m | 長岡美子   | 東みたかアドベンチャーグループ |
| 第19回 | 1995年7月29日 | 189.01m | 鋤柄千穂   | 九州大学鳥人間チーム           |
| 第20回 | 1996年7月27日 | 264.66m | 吉澤祐子   | 沿岸驚備隊                     |

- タイトル：第10回 - 第14回 「女性パイロット部門」
- 以上の部門が廃止されてからも、女性パイロットが男性と同じ部門・条件で出場することがある。

### チャレンジ部門
| 回数   | 開催日          | 記録   | 優勝     | 優勝                      | 備考                                                                          |
| 回数   | 開催日          | 記録   | 操縦者   | 所属団体                  | 備考                                                                          |
| ------ | --------------- | ------ | -------- | ------------------------- | ----------------------------------------------------------------------------- |
| 第21回 | (1997年7月26日) | 中止   | 中止     | 中止                      | 台風9号直撃のため全面中止                                                     |
| 第22回 | 01998年7月31日  | 18.27m | 栗山真一 | 京都TFCとオトビヤスチーム | 飛距離の最高記録は、小林拓人（自由の森学園中学高等学校 人力飛行機部）の34.82m |
| 第23回 | 01999年7月30日  | 20.29m | 福地一光 | TEAMフライング朱鷺        | 飛距離の最高記録は、別宮佳代（おとびやすチーム）の30.85m                      |

### 人力ヘリコプター部門
| 回数   | 開催日        | 記録  | 優勝            | 優勝                     | 備考     |
| 回数   | 開催日        | 記録  | 操縦者          | 所属団体                 | 備考     |
| ------ | ------------- | ----- | --------------- | ------------------------ | -------- |
| 第25回 | 2001年7月27日 | 6秒30 | 上岡健治        | 東大阪青年会議所トライズ | 参考競技 |
| 第26回 | 2002年7月27日 | 4秒07 | Rodney Bordallo | 東大阪青年会議所トライズ |          |
| 第27回 | 2003年7月26日 | 2秒89 | 西山雅也        | ドボン会                 |          |

## 事故
- 2006年の第30回大会において、東京工業大学（現・東京科学大学）を中心とする学生チームMeisterの機体がコンクリートの護岸に墜落。パイロットは顔面を裂傷、足首を複雑骨折し、日常生活に支障はない程度であるものの後遺症も残った。

- 2007年の第31回大会において、九州工業大学の機体が離陸直後に墜落。パイロットが負傷して脳脊髄液減少症となり、一時はほとんどベッドから起き上がれない状態となった。その後の治療やリハビリにより1日8時間程度は動ける状態になったが、日常生活が困難となった[21]。このパイロットは2013年、読売テレビ、九州工業大学、サークル顧問、リーダーや設計責任者・製作責任者などの幹部学生ら5名を相手取り、合計4305万8800円の支払いを求める訴訟を提起した[21]。

## 放送への出演者
男性司会者
- 桂三枝（現在の六代桂文枝）：第2回 - 第23回（1978年 - 1999年）
- 長嶋一茂：第24回 - 第25回（2000年 - 2001年）
- 今田耕司：第26 - 31回（2002年 - 2007年）
- 東野幸治：第32回（2008年）・第34回 - 第41回（2011年 - 2018年）
- 藤井隆：第32回（2008年）
- ココリコ（遠藤章造・田中直樹）：第33回（2010年）
- 羽鳥慎一：第34回 - 現在（2011年 - ）
- 月亭八光：第34回（2011年）
- 遠藤章造：第35 - 36回（2012年 - 2013年）・第40回 - 第41回（2017年 - 2018年）
- 山里亮太(南海キャンディーズ)：第35回 - 41回（2012年 - 2018年）
- 矢部浩之（ナインティナイン）：第42回 - （2019年 - ）

女性司会者
大会によってはプラットフォームでのパイロットインタビュアーを兼ねることがあったが、第43回（2021年）以降の収録では配置していない。

- 津島要：第6回（1982年）
- 浅野ゆう子：第7回（1983年）
- 鳥越マリ：第8回（1984年）
- 渡部絵美：第10回（1986年）
- 堀江しのぶ：第11回（1987年）
- 宇江佐りえ：第12回（1988年）
- 冴木杏奈：第13回（1989年）
- 大沢逸美：第14回（1990年）
- 相原勇：第15回（1991年）
- 島崎和歌子：第16回（1992年）
- 立花理佐：第17回（1993年）
- 中村綾：第18回（1994年）
- 篠原涼子：第19回（1995年）
- 佐藤藍子：第21回（1997年）
- 山田まりや：第22回（1998年）
- 辺見えみり：第23回（1999年）
- 菊川怜：第24回（2000年）
- 上原多香子・佐藤江梨子：第25回（2001年）
- 後藤理沙・山川恵里佳：第26回（2002年）
- 乙葉・藤崎奈々子：第27回（2003年）
- 石川亜沙美：第28回（2004年）
- ユンソナ：第29回（2005年）
- 安めぐみ・長谷川理恵：第30回（2006年）
- 東原亜希：第31回（2007年）
- 加藤夏希：第32回（2008年）
- 北川弘美・藤本美貴：第33回（2010年）
- 神戸蘭子・菜々緒：第34回（2011年）
- 道端アンジェリカ・芹那：第35回（2012年）
- 中村アン・今野杏南：第36回（2013年）
- 河北麻友子・おのののか：第37回（2014年）
- マギー・久松郁実：第38回（2015年）
- 柳ゆり菜・吉岡里帆：第39回（2016年）
- 田中理恵：第40回（2017年）
- 大原優乃：第41回（2018年）
- 秋元真夏：第42回（2019年）

読売テレビのアナウンサー

◎：直近の大会（第46回）で収録に参加

- 立田恭三（ボートリポーター）◎ -  着水で救助された直後のパイロットへのインタビュアーも兼務
- 渡邊幹也 ◎ - 2023年入社のアナウンサーで、翌年の第46回大会から応援席のリポートを担当。
- 大田良平 ◎ - 大会開催日にYouTubeで実施する競技動画のライブ配信で、第44回から実況を担当。
- 林マオ◎（VTRナレーター）
- 虎谷温子（同上）
- 森若佐紀子（同上）
- 中村秀香（同上）
- 脇浜紀子 - 第22回（1998年）はボートリポーター。読売テレビコンテンツ事業部プロデューサーへの異動→京都産業大学教授への就任後も、第26回（2002年）から第40回（2017年）まで出場チーム紹介・記録アナウンスを断続的に担当。
- 植村なおみ -  第18回（1994年）はボートリポーター。脇浜がコンテンツ事業部へ異動していた第39回大会で、出場チーム紹介・記録アナウンスを担当。
- 三浦隆志 -  第24回（2000年）の応援席リポーターを経て、第25回（2001年）から第33回（2010年）まで放送・会場向けの実況を担当。以降の大会ではダイジェスト番組のVTRナレーターに専念していたが、第41回（2019年）でライブ配信向けに実況を再開した。第42回（2021年）でVTRナレーターを再び担当したが、大田と入れ替わる格好で2022年6月に報道局へ異動。
- 中元綾子
- 川田裕美
- 羽川英樹 - 第7回 - 第9回のボートリポーター
- 岩原大起 - 第44回大会でボートリポートを任されていたが、第46回大会前月（2024年6月）の人事異動で、アナウンス職から制作職（ディレクター）に転身。
- 平松翔馬 - 第45回大会のボートリポーター

その他の出演者

◎：直近の大会（第46回）で収録に参加
- 羽鳥慎一（実況）◎ - メインスタジオでの司会も兼務
- 向井慧（パンサー、第42回からプラットフォーム上でパイロットへのインタビューを担当）◎
- マーシュ彩◎ - 向井と共に、プラットフォーム上でパイロットへのインタビューを担当。
- 八木莉可子◎ - 滋賀県の出身
- 阿部亮平（Snow Man）◎
- スザンヌ◎
- 西村真二・きょん（コットン）◎
- 桂朋生（解説）◎ - 東北大学Windnautsで第34回（2011年）大会の優勝機、解説を初めて担当した第43回（2021年）大会でIwataniクリーンエネルギーチームの機体を設計。
- 武虎（VTRナレーター）◎
- 志生野温夫（フリーアナウンサー） - 『びっくり日本新記録』時代から、第23回（1999年）まで実況を担当。
- 三笑亭夢之助 - 第7回 - 第9回の陸上リポーター。
- 杉本清 - 第25回（2001年）で人力プロペラ機部門の実況を担当。
- 荻原次晴  - 第25回（2001年）から第43回（2021年）までボートリポーターを担当。
- 中矢由紀（出場チーム紹介・記録アナウンス担当）
- 橋本のりこ（第40回までVTRナレーターを担当）
- 木村秀政（日本大学名誉教授） - 解説。『びっくり日本新記録』時代から第9回（1985年）まで担当。
- 東昭（東京大学名誉教授、航空機事故調査委員会委員長）- 同上
- 野口常夫（航空評論家）- 同上
- 鈴木正人（鳥人間コンテストテクニカルアドバイザー、第4回大会滑空機部門優勝者） - 同上
- 土屋太鳳（第40回のスペシャルゲスト）- 詳細後述
- 相田周二（三四郎、第41回の滑空機部門ゲスト） - 三四郎での相方である小宮浩信が、滑空機部門にパイロットとして出場したこと（詳細後述）に伴って出演。
- 西川貴教（滋賀県ふるさと観光大使で同県野洲市の出身） - 大会を中止した2020年の特別番組と、2021年の第43回大会に出演。
- 渋谷凪咲（NMB48に所属していた第43回から第45回まで、向井と共同でプラットフォーム上でのインタビューを担当）
- 高橋ひかる（第43回のメインスタジオゲスト） - 滋賀県大津市の出身
- 貴島明日香（第44回のメインスタジオゲスト）
- 高岸宏行（ティモンディのメンバーで栃木ゴールデンブレーブス所属のプロ野球選手）・前田裕太（ティモンディ） - 第44回と第45回で、「人力プロペラ機部門」の応援席リポートを担当。ちなみに、高岸は1歳から15歳まで滋賀県内で生活している。
- 山下健二郎（三代目 J SOUL BROTHERS from EXILE TRIBE、 第44回のメインスタジオゲスト）
- JP（第44回のメインスタジオゲスト） - 滋賀県東近江市の出身
- 鈴木亜美（第45回のメインスタジオゲスト）
- 島崎遥香（同上）
- 高地優吾（同上） - SixTONESのメンバー
- 長田庄平（同上） - チョコレートプラネットのメンバー
- 山添寛（同上） - 相席スタートのメンバー

大会を有観客で開催する場合には、お笑いコンビを応援席のリポーターへ代々起用している。第40回大会では銀シャリ（橋本直・鰻和弘）、第41回大会ではかまいたち（濱家隆一・山内健司）がリポートを担当した。ティモンディをリポーターに起用してからは、第44回でミキの亜生をメインスタジオのゲストに迎えている。なお、第46回大会の滑空機部門には、ティモンディの高岸が「愛知県立愛知総合工科高校専攻科チームのパイロット」として出場（詳細後述）。

## 「パイロット」としてコンテストに参加した著名人
上記の出演者以外にも、毎回数名のタレントや芸人が、ゲストや注目チームのリポーターとして出演。パイロットでは、宇宙飛行士の若田光一が第11回 - 第13回（1987年 - 1989年）に九州大学チームの一員として参加したほか、以下の芸能人やアスリートも出場している。
- 森脇健児：第19回[注 36]・第20回（1995年・1996年）・第23回（1999年） - 第21回（1997年）もエントリー
- 羽田惠理香：第20回（1996年）
- 荻原次晴：第23回・第24回（1999年 - 2000年）- 東京工業大学Meisterのパイロットとして人力プロペラ機部門に出場。
- 中田ボタン：第26回（2002年）
- なかやまきんに君：第27回（2003年）- 人力ヘリコプター部門に出場。
- ワッキー（ペナルティ）：第28回（2004年）
- 杉浦太陽：第29回（2005年）- 滑空機部門に出場。
- 徳山昌守：第31回（2007年） - 元ボクシング世界王者（初の格闘技選手パイロット）
- 宮根誠司：第32回（2008年）・第33回（2010年）- 自身が司会を務める『情報ライブ ミヤネ屋』（ytv制作）の美術スタッフが製作した機体で滑空機部門に出場。大木祥資がアドバイザーを務めた。第32回で飛行した301.30mは、芸能人パイロットとしての最長記録である（2018年の第41回終了時点）[22]。
- 間寛平：第34回・第35回（2011年 - 2012年）- 第34回の人力プロペラ機部門へ初出場。第35回では、吉本興業の創業100周年記念を兼ねて出場した「チーム吉本百周年」のパイロットとして、滑空機部門へ出場。
- 石井寛子・明珍裕子（いずれもガールズケイリン選手）：第35回（2012年）- 人力飛行機ディスタンス部門に2人乗り飛行機で出場を続ける芝浦工大との合同チーム「芝浦工大+ガールズケイリン」のパイロットとして特別に参加。初参加ながら、女性パイロットとしては大会史上最長の飛行距離（840.90m）で同部門の3位に入った。
- 鈴木拓（ドランクドラゴン）：第37回（2014年）・第38回（2015年） - いずれも、『笑神様は突然に…』（日本テレビ制作）の企画「スーパーサラリーマン」の一環として滑空機部門に出場。宮根の出場時と同じく、大木がアドバイザーを務めた。
- 小宮浩信（三四郎）：第41回（2018年） - 滑空機部門の常連で、福森啓太が率いる「チームハマハマ」のパイロットとして、「三四郎・小宮 with チームハマハマ」名義で同部門へ出場[23]。記録は192.63m（滑空機部門4位）で、「出場のきっかけになった」という鈴木のフライトでの最高記録（191.85m）を上回った[22]。
- 高岸宏行（ティモンディ）：第46回（2024年） - 「滑空機のパイロットとしては不利」とされる巨体の持ち主（身長188cm・体重94kg）でありながら、「愛知総合工科高校専攻科 withT」（同科の在学生との混成チーム）から滑空機部門に出場（記録は102.32m）。第44回（2022年）と第45回（2023年）では、相方の前田裕太と共に、「応援サポーター」という肩書で「人力プロペラ機部門」の応援席リポートを担当していた。第46回では、前田も同チームのメンバーとして、高岸が搭乗する機体の設計作業などに従事[24]。

その他には、著名なレーシングカーデザイナーでもある由良拓也の子息もパイロットで参加している。
また、第35回の「チーム吉本百周年」では、間の後輩に当たる漫才コンビ（ウーマンラッシュアワー、ジャルジャル、かまいたち、スマイル、天竺鼠、銀シャリ、藤崎マーケット、スーパーマラドーナ）が機体の製作に協力。第36回（2013年）の滑空機部門には、同部門の新記録に挑戦すべく、人力に複数のペットボトルロケットを併用した米村でんじろう設計の滑空機が参考記録扱いの「特別枠」で登場した（記録は99.80m）。前述したように、銀シャリとかまいたちは、後の大会のダイジェスト番組にも応援席のリポーターとして参加している。

### 備考
「社会人パイロット」として人力プロペラ機ディスタンス部門へ通算で5回出場した一方で、第45回（2023年）大会限りでの「引退」を表明している渡邊悠太は、東京大学工学部産業機械工学科の4年時（2008年）に「東京大学F-tec」のパイロットとして第32回大会への出場を目指しながら書類審査を通過できなかった。しかし、卒業後に入社した森精機製作所（現在のDMG森精機）の社内で人力飛行機のクラブを発足させると、このクラブから発展した「BIRDMAN HOUSE 伊賀」から第39回（2016年）大会で初出場。前述したように、第40回（2017年）大会から第45回大会までの間に、2度の「完全制覇」と3度の大会記録更新を成し遂げた。
学生時代にチーム単位で当大会へのエントリーを済ませていたにもかかわらず、エントリー部門の開催中止や悪天候でフライトに至らなかったパイロットからも、以下の著名人を輩出している。
- JAXA宇宙飛行士の大西卓哉は、東京大学工学部航空宇宙工学科4年時の1997年に、「東京大学F-tec」のパイロットとして第21回大会・人力プロペラ機ディスタンス部門への出場を予定していた。この大会では1日目に滑空機部門の競技が成立したものの、会場の琵琶湖近辺を台風が直撃した影響で、2日目に組まれていた人力プロペラ機ディスタンス部門の競技が急遽中止された[26]。大西がJAXAへの勤務後に述懐したところによれば、「モノを造る楽しみや、モノを飛ばす楽しみをF-tecで学んだことが、『宇宙飛行士への素地（になった）』と言っても良いかも知れない」とのことである[27]。
- ロードレースのプロ選手である増田成幸は、自転車競技選手としての活動を始めていた日本大学理工学部航空宇宙工学科3年時の2004年に、「日本大学理工学部航空研究会」のパイロットとして第28回大会・人力プロペラ機ディスタンス部門への出場を予定していた。実際には悪天候でフライトを見送った（滑空機部門も競技が成立しなかった）ものの、翌2005年に富士川滑空場から駿河湾へのフライトによって、（当大会でのコンテストとは条件が異なる）平地から離陸した人力飛行機における飛行距離（42,197km）・滞空時間（1時間48分12秒）の日本航空協会公認記録（2020年9月時点）を樹立した[28]。

インターステラテクノロジズ（IST）代表取締役社長の稲川貴大は、東京工業大学への在学中に、「Meister」で人力プロペラ機の設計作業へ従事。3年時（2008年）の第32回大会には、チームが前年（2007年の第31回大会）に人力プロペラ機のディスタンス部門で5年振りに優勝したことを背景に、「機体の設計主任」という立場で本格的に携わっていた。しかし、自身の設計機による同部門でのフライトが4位に終わったことを受けて、ハイブリッドロケットを製作するサークルを大会後（2008年の秋）に学内で発足。東京工業大学大学院修士課程の2年時には、堀江貴文が出資するISTの小型ロケット打ち上げ実験を手伝っていた。このような経緯から、大学院の修了と同時に、堀江の勧めでISTへ入社。入社2年目の2014年から第2代の社長を任されると、2019年には、日本の民間企業で初めて小型ロケットの打ち上げを成功させている。
稲川によれば、「Meisterで活動していた時期にブログで公開していた記事（人力プロペラ機の設計指針や製作のノウハウ）を、鳥人間コンテストへ挑戦している人たちが今なお参考にしている」とのことで、「『Meisterやロケットサークルで、何十人ものメンバーをまとめた』という大学生時代の経験が、ISTでの社長業の役に立っている」という。
稲川はISTの社長へ就任した後に、「埼玉県立浦和高等学校への在学中に、校内の工芸部での活動を通じて『自分の手を実際に動かしてモノを作ることの重要性や醍醐味』を知ったことがきっかけで、東京工業大学に進んでから鳥人間コンテストへ熱中するようになった」とも語っている。ちなみに、第46回（2024年）大会では、Revolbirds（埼玉県立浦和高校の在校生を中心に構成されたチーム）が人力プロペラ機部門にエントリー。現役の高校生を中心に構成されるチームのエントリーは、他部門を含めても大会史上初めてで、大会の当日には8番目のフライトが決まっていた。実際にはフライト機の組み立てに時間を要したため、「フライトの順番を12番目にまで遅らせる」という措置が講じられたが、結局は棄権を余儀なくされている。

## スタッフ

### 2024年
- 後援：日本航空協会
- 特別協賛：岩谷産業（第33回-）
- 協賛：エクスペリメンタル航空機連盟、日本ハング・パラグライディング連盟、日本航空宇宙学会（共に第42回までと第43回-、全部→2020 特別編は不参加）
- 協力：滋賀県、彦根市／滋賀県漁業協同組合連合会、彦根市松原漁業協同組合、沖島漁業協同組合、マリンプラス、E.W.ダイビングセンター、トノエアー、ウェザーニューズ、彦根市立病院、田中クリニック、琵琶湖汽船、オーミマリン彦根港支店、マリンショップオグリ、奥琵琶湖キャンプ場、国際セーフティー／Dmark、ytv メディアデザイン（マリンプラス・トノエアー・Dmark・ytv メディア→2024年、マリンプラス→2023年まではマリン名義、Dmark→以前も担当、ytv メディア→2022年は技術協力、滋賀県漁業・彦根市立病院→2022年-、滋賀県→2017年-、田中→2015年-、沖島→2019年-、琵琶湖汽船以降→2018年-、国際→2023年-、マリンプラス・トノエアー以外→2020 特別編は不参加）
- 制作協力：読売テレビエンタープライズ（第42回までと第43回-、2020 特別編は不参加）
- 技術／TD：坂口裕一（ytv、第46回、第42,45回、一時離脱→第31回はオンボードカメラ、第36回復帰当時はSW、第41回はSW、第42,45回はカメラ）
- SW：野口忠繁（ytv、第42,45回-、第38,40,41回,2020年はカメラ、第34回は照明、第36回はオンボードカメラ）・井ノ口鉱三（ytv、第46回、第32回はVE、第35-38回はオンボードカメラ、第40,41回はSW、2020年はTD・SW、第44,45回は技術／TD）
- VE：古門優弥（ytv、第46回、第44回はオンボードカメラ）
- 照明：鷲津繋比古（第44回-）
- カメラ：大矢晃平（ytv、第45回-、以前はオンボードカメラ）、出口雅樹（第46回、第45回は特殊撮影）
- 音声：池永裕一（ytv、第45回-）、畑仲豊萌（第46回）
- マイクロ：鈴木直人（ytv、第46回、第39-42回は音声）
- GPS：浅井拓登（第44回-）、藤本駿（第45回-）
- ヘリコプター：湯川洋輔（ytv、第45回-）、高橋和也（ytv、第36-40,46回）
- オンボードカメラ：筒井周太（第46回、第45回は特殊撮影）、小塩友英（ytv Nextry、第46回）
- ドローンカメラ：岡田和也（ytv Nextry、第45回-、第42,44回は特殊撮影、第43回はドローン）、田中勇祐（ytv Nextry、第46回、第44回は特殊撮影）、高倉芳和、長谷川純也（共に第46回）
- 技術協力：ytv Nextry、関西東通、ハートス、サウンドエースプロダクション、Wish、エキスプレス、教映社、MABU、ルデ・プラス、福建社、産業サービス、メディアキャリー、中日本航空、マウス、FFC、ADEC、ESRIジャパン、TOO、日本エレクトロニックシステムズ、エムズプロ、ソフトバンク、A-FIX、NTTドコモ関西支社、TORIDE、フジテック（関西・サウンド・ウイ・教映社・MABU・産業・中日本・ESRI→以前も担当、Nextry・ハートス・ルデ・福建社・マウス・ADEC→2020 特別編は協力、エキス→一時離脱►復帰、FFC→第40回-、メディア→第41回-、ウイ→第45回まではウイッシュ名義、ESRI→第45回まではESRI名義、TOO→第44,46回、日本エレ→第42回-、FFC・メディア・日本エレ→2020 特別編は不参加、エムズ・A-・NTT→第46回、ソフト→第45回-、TORIDE→第43,44,46回、フジテ→第43回-、第41回は技術協力、第42回は技術特別協力）
- 編集：浅田邦裕（第41,42回-、フリー・フォーム・カンパニー、2020 特別編は不参加）、小谷奈央（第44回-、フリー・フォーム・カンパニー）、明石健二（マウス、第34回-）、井上ちひろ（マウス、第34回-、2020年はテロップ）
- 音効：岡本麟太郎（ytv Nextry、第46回）
- MA：堀内孝太郎（ytv Nextry、第46回）
- 美術：山本真平（ytv、第33,34,37回-、第35,36回はデザイン）、山下創平（第46回）
- 進行統括：加賀谷寿雄（高津商会、第46回、第40-45回は美術進行、2020 特別編は不参加）
- 美術進行：長瀬靖（高津商会、第46回、第29,31-36回は美術進行、2020年は小道具、第37-45回は進行統括）
- 美術協力：高津商会、グリーン・アート、公成建設、西尾レントオール、A.I.C、アイディアリミックスクラブ、ロジスティード西日本、イーズ（東京・アイディア→第41回-、2020 特別編は不参加、西尾→第26,29,31,32回は協力、高津・グリーン・A.I.C→2020 特別編は協力、ロジス・イーズ→第46回）
- 審判長：中山浩典（第41回は審査員、2020 特別編は不参加）
- テイクオフディレクター(第42回-)：外村仁克（第42回-、2020 特別編は不参加）
- 審査委員長：濱尾豊（第34回-、2020 特別編は不参加）
- 副審査委員長(第42回-)：佐々木正司（第42回-、第34-41回は審判長、2020 特別編は不参加）
- 審査員：飯野明、福澤計人、本多正明、山下祐作、丸尾修三、山本貢、竹中唯太、伊藤健、両角岳彦（山下・竹中以外→第34回-、山下→第38回-、丸尾→第41,43回-、竹中以外→2020 特別編は不参加）
- テクニカルアドバイザー(第45回-)：鈴木正人（第45回-）
- 大会事務局長：大城雅治（読売テレビエンタープライズ、第40回-、第35-37回までは大会事務局進行、2020 特別編は不参加）
- 大会事務局進行：森岡卓己・久保田晴香・山口勇己（読売テレビエンタープライズ、森岡→第39-43,46回、久保田→第40-43,46回、山口→第43回-、2020 特別編は不参加）
- ナレーション：武虎（第42回-、第42回はナレーション）、林マオ（ytvアナウンサー、第44回-）
- 構成：米原昌宏（2021年-、2007,2008,2010-2018,2020年はブレーン）
- ブレーン：櫻井ひとみ（第38回-）、稲見周平（第34-36,46回）
- 編成(第38回,第40回-)：奥嶋駿介（ytv、第46回、第42回は照明、第43回はLD）・帖佐祐樹（ytv、第46回）
- 宣伝：森脇征大（ytv、第46回）・手塚大貴・福士まりか（共にytv、第45回-）・服部愛未（ytv、第46回）
- 大会LIVE配信(第44回-)：水井章人（YMD、第45回-）、小泉大輔（共にytv Nextry、第44,46回）・瀬戸優・渡利綸平（第46回）
- AP：柴垣早智子（第37回-）、黒嶋夕美子（第37回-、2020 特別編は不参加）
- AD(第45回-)：久松美波（第45回-）、辻綾香（第46回）
- 取材ディレクター(第34,41回-)：髙橋優貴・門田翼（全員ytv、髙橋→第44回-、2020年はAD、門田→第46回、第45回はAD）、伊東文郎（ITO、第45回-）、佐伯圭祐（クリエイターズユニオン→ハレバレ→2016年からDmark、2011年以来、その他はディレクター）、松井文哉（Dmark、第46回、第45回はAD）
- 大会ディレクター(第41回-)：野垣航・加藤崇・中屋敷亮・岸本至生・喜久翔（全員ytv、野垣→第44回-、加藤→第46回、第41回は宣伝、2020年は取材ディレクター、第42-44回はチーフディレクター、第45回は取材ディレクター、中屋敷→第41,42,44回-、岸本→第46回、第42,43回は取材ディレクター、喜久→第43,45回-）
- チーフディレクター：杉野嘉則（ytv、第45回-、第41-44回は取材ディレクター）・粟津陽介（ytv、第45回-、第42-44回は大会ディレクター、2020 特別編は不参加、第40回はディレクター）・坂本一馬（ytv、第46回、第43-45回は取材ディレクター）
- 演出(第40,45回-)：遠山正悠（ytv、第46回、第41回は大会ディレクター）・坂谷龍司（ytv、第45回-、第41回は大会ディレクター、2020年はディレクター、第42-44回はチーフディレクター）
- プロデューサー：高橋宏輔・吉田聖・辰壮一朗・田中瑛人（全員ytv、高橋→第43回-、吉田→第41,43回-、第31回はディレクター、第38回は編成、辰・田中→第46回、田中→第42回は大会ディレクター）
- チーフプロデューサー：山本陽（ytv、第44回-、第32回はディレクター）
- 制作著作：ytv（讀賣テレビ放送）

### 過去のスタッフ
- 協力：トヨタびわ湖荘（第26,29回）、里根漁業協同組合（第26,29,31,32回）、恭昭会 彦根中央病院
- 技術：徳久多久美（第26回）、北條吉彦（第29,31,32回）、廣畑秀史（第36,37回）、小椋敏宏（第38回）[注 37]、平松雅之（第34,35回、第31,32回はSW）（全員ytv）
- TD・SW：野村武史（ytv、第18回）
- TD：小野木晋（第31,32回）・三村将之（第26回はミキサー、第35,38回は照明、第39,40回）（全員ytv）
- SW：小池一暢（第26,33,35,37回、第31回はカメラ）・塚本新一（第34,37回、第33,35回はTD）・野平浩二（第39,40,42,43回、第29回はオンボードカメラ→一時離脱→第35-37回はカメラ、2020 特別編は不参加）・杉本麻也（第29,34,44回）・藤井義行（第35,36,44,45回、第33,34回はカメラ、第37,38回はTD、第39回は技術）（全員ytv）、横田浩一（ytv Nextry、第43回）
- CAM：菊川雄士（第18回）・坂口拓磨（第26,43,44回、第33回はTD）・森下直樹（第32回）・大橋優（第42-44回、第33回はTD、第40回はオンボードカメラ、2020 特別編は不参加）（全員ytv）
- VE：熊倉正彦（第18回）・菊地健（第26,29,33,34回）・村上和生（第31回）・米田忠義（第35,36,41回）・窪内誠（第40,42,43回、第26回は照明、第35-37回はヘリコプター）・池見憲一（第44,45回、第26回はGPS測定、第29,32,33回はGPS、第37-39回はVE、第41回はTD、2020 特別編は不参加、第42,43回は技術／TD）（全員ytv）
- ミキサー：和田貢、松浦正和（共に第18回）
- MIX：正木良（ytv、2020年）
- ENG取材：安東武史、橘俊男（共に第18回）
- 技術開発：中島良隆（第31-34回、第26回はGPS測定）
- オンボードカメラ：岩松道夫（第26回）・国部泰治（第32,33回）・広瀬孝昭（第34回）・星野高久（第35回）・宮川竜之介（第41回）（全員ytv）、脇阪祐司（第42回、ytv Nextry）
- ヘリコプター：渡辺容代（第35,36回）・三井進矢（第37回）・大中一（第41回）（全員ytv）、土井政亜（第42回）、三ツ屋貴友（ytv、第41,42回-、2020 特別編は不参加）、木谷公久（ytv、第38,44回）、加藤裕規（関西東通、第44回、第36-39回はオンボードカメラ、第40,41回はCAM）、長谷川純也（第43,45回）
- ドローン撮影（2015年のみ）：牧田祐二、江戸亮介
- 特殊撮影（2016年から復帰）：高田篤（DHC、第37回はPARLAY）
- マイクロ：平野幸一（ytv、第29,31,34回）、荒谷広行（ytv、第32回）、松浦正和（ハートス、第33回、第32,35回は照明）、安井太久也（ytv、第36回）、千原徹（ytv、第35,37回）、奥畑潤一（ytv、第38,39回）、谷口英雄（ytv、第40,41回、第29回は音声）、福場清正（ytv、第42,43回、第38-40回はヘリコプター、2020 特別編は不参加）、浅地裕夫（第44,45回）
- GPS：辻智仁（第34,35回）、松田慎一郎（ytv、第36-43回、2020 特別編は不参加）
- 音声：田口護（第32,33回）・小西康元（第34-36回）・沖田一剛（第37,38回）・鈴木直人（第39-42回）（全員ytv）、濱田浩平（ytv Nextry、第43-45回）
- PA：KyoRITZ（第32回、第26回はミキサー、第31回は音声）
- 照明：柿本幸一（第18回）・吉田勝（第29回）・堂免高志（一時離脱►第36,37,39回）・浜野眞治（第31,33,40,41回、第29回はTD）（全員ytv）
- 技術協力：大阪共同テレビ（第26,29回、第18回はENG取材）、三菱電機（第31回）、東通（第31,32,41,42回）、映像企画、サウンドエフェクト、エアサプライ（第32回）、宮城テレビサービス（第35回）、広島テレビ、南海放送（広島・南海→第37回）、東京光音、共同テレビジョン（共同→第36-39回）、DHC（第36-41回）、日本テレビ、交野整備陸送（第40回まで）、光学堂（第40回）、プレゼンス・クルー、東北共立（プレゼンス・東北共立→第45回）
- 協力：ミヤギテレビ（第40回）、ディーレック、On Voice、マカニフーイ、KOA、札幌映像プロダクション（On・マカニフーイ・KOA・札幌→2020年）、UPスポーツ（2023年まで）
- 撮影協力(2020年)：富士川滑空場（2020年）
- 運搬協力(第33回)：株式会社エーアイティー
- 上海コーディネート(第33回)：井上嘉子
- 編集：宮村浩高・小林正（共に第18回、フリー・フォーム・カンパニー）、北田雅彦（第26,29,31,33回、フリー・フォーム・カンパニー）、苧玉和也（第34-37回、フリーフォームカンパニー）、川畑端仁（第34-36,38-40回、フリーフォームカンパニー）、土田しげお（第26,29,31-33回、東通AVセンター）、仲田光佑（第37-39回、フリー・フォーム・カンパニー）、鍬田峻史（第40-43回、フリー・フォーム・カンパニー、2020 特別編は不参加）
- VTR編集・MA：秋葉恒雄（第18回、TDKコア）、東通AVセンター（第18回）
- CG：山本正樹（第29,31-33回、東通AVセンター）
- デザイン：伊勢英二（第29,31-33回、東通AVセンター）
- 音効：高田暢也（第18回）、片岡幸司（第26,29回、サウンドエフェクト）・松井久美子（第31,32回はサウンドエフェクト、第34回はytv Nextry）、村木綾（第33回、サウンドエフェクト）、荒畑暢宏（第35,36回、ytv Nextry）、鏑木太郎（第37-40回、ytv Nextry）、副島圭祐（第41,42回、ytv Nextry）、小林翔子（2020年-第44回、ytv Nextry）、竹内健司（第44,45回、ytv Nextry）
- TK：三木多実子（第18回）
- MA：進藤麻紀（第26回、東通AVセンター）、山本正志（第29回）、小野慎也（第31-33回、東通AVセンター）、六車誠（第34-42回、ytv Nextry）、西山直宏（2020年-第45回、ytv Nextry）
- 美術：伊加田隆司（第18回）、水谷博行（第18,29,31,32回）・箕田英二（第33-36回）・野沢桃子（第37-39回）・上野貴弘（第40回）（ytv）
- 大道具：橋本敦（2020年）
- 進行統括：山口忠美（高津商会、第35,36回、第26,29,31-33回は会場設営、第34回は美術進行）
- 美術進行：大西亜壮（第26回）、中村卓志（第32回）、長洲史雅（第37-39回、高津商会）
- 美術協力：東京衣裳（第41-44回）
- メイク(2020年)：河口智子（2020年）
- 審査員：野口常夫（第34,35回）、坂田守（第34-37回）、藤原洋（第34-38回）、小谷修一（第34-40回）、小野田靖（第34-44回）、菊池守男（第34-45回、2020 特別編は不参加）
- 大会事務局進行：大江美穂（2012年-2014年は大会事務局進行、第38,39回は大会事務局）・藤井佑太（第43-45回、2020 特別編は不参加）（全員読売テレビエンタープライズ）
- 大会事務局：松井守（第18回）、清水誠（ytv、第38回、第37回は進行、第34回はAD、第35回はディレクター）
  - CP：木谷俊樹（ytv、第33回、第26回はディレクター）
  - プロデューサー：川村好弘（ytv、第33回）、中島恭助（ytv、第35-37回、第29回はディレクター、第31回はプロデューサー）、大坪正季（ytv、第34,35回、第33回はAP）
  - 進行：長谷川敬典（第36回、第35回は大会事務局P）・林晃吉（第36,37回、2002年はTD、2005年はSW）（2人共ytv）、中西和郎（読売テレビエンタープライズ、2002,2005,2007,2008年は大会進行、2010年は大会事務局CP、1994,2015,2016年は大会事務局、2012-2014,2017年）
- スーパーバイザー：山崎勇祐（UPスポーツ、第29,31,32回）
- ナレーション：橋本のりこ（第36-40回）、三浦隆志（第36回-?）、虎谷温子（第41回）、中村秀香（第42,43回、2020 特別編は不参加）（3人共ytvアナウンサー）
- 構成：加藤卓（第15,18,26,29回）、河村シゲル（第15回）、東京コウ塀（第31-35回、第29回はブレーン、仕事場）、村井聡之（第34-42回）、詩村博史（第40回）
- ブレーン：今尾圭織（第29回、仕事場）、松石有矢（第31回）、中井誠（第32回）、村上慶太（第33回）、森本陽介（第38-40回）、坂本久史（第37回）、赤井葵（第40-42回）、みねほのか（2020年-第45回）
- 編成(第38回,第40回-)：相島良樹（第40-42回,2020年）・髙柳康（第43,44回、2005,2007,2008,2010-2012年はディレクター）・岩野哲也（第43,45回）・倉本健次（第44,45回）（全員ytv）
- 広報：川合アンナ（ytv、2007年）、立柗典子（日本テレビ、2007年）
- 宣伝(2012年-2021年)：竹村麻美（2012,2013年、2011年は広報）・折原加奈（2012-2015年、2008,2010,2011年は広報）・乙部恭子（2014,2015,2017年）・小林杏奈（2016年）・嶋岡良介（2016,2017年）・村上高明（2018,2019年）・北本ひかり（第42,43回）・森井亜季（第42-45回、第44回はプロモーション）（全員ytv）
- プロモーション(第44回)：米倉功人（ytv、第43回は宣伝）・伊藤俊介（ytv、第44回）
- 大会LIVE配信(第44回-)：松井陽生（ytv メディアデザイン）、小林計洋・杉原康生（ytv Nextry）（全員第44回）、佐藤学（ytv）、西祐輔（ytv Nextry）（全員第45回）
- AP：佐藤恭仁子（第32回）・衣笠築美（第34-37回）（全員ytv）、奥田由美（第29回は、クリエイターズユニオン、第31回からメガバックス）、山下恵（第32,33回、メガバックス）、梅野真未（第34回）、太田由貴（第35,36回、ytv Nextry）、山崎舞子（2020年）、長谷川存（第45回）
- 調査(2007年)：向笠啓祐（日本テレビ）
- 取材ディレクター(第34,41回-)：吉井智也・上田洋也・阪口智稀・樫原淳（全員ytv、吉井→第41回、第38-40回はディレクター、上田→第41,42回、阪口→第44回、第43回は大会ディレクター、樫原→第44,45回）、橋本慈之（ディーレック、2017年はディレクター、2022年まで）
- 大会ディレクター(第41回-)：古河雅彦・門上由佳・高橋史・浦井章亘・中埜勝之・村上顕太・山本大翔・小早川泰飛・廣瀬拓万（全員ytv、古河・門上→第41回、古河→第38-40回はディレクター、遠山→第37,38,40回はディレクター、2013年は大会事務局進行、門上→以前はディレクター担当、高橋→第41,42回、浦井→第42回、中埜→第42,43回、2020 特別編は不参加、第39,40回はディレクター、廣瀬→第41,43,44回、第40回はディレクター、村上～小早川→第43回）、金井南燮（ytv Nextry、第43,44回、第35回はディレクター、第36-39回はチーフディレクター、第41回はプロデューサー/演出、第35-41回はytv）、岡正明（メガバックス、以前はディレクター、2020 特別編は不参加）
- ディレクター：松下泰紀・南中佑介・石橋徹也・山田典昭・瀬野尾光則・村上雅俊・福田浩之・中嶋信之・池田健・川上淳平・田渕草人・関典明・中山喬詞・上野正樹・安部祐真・植村勇太（松下・南中・石橋・山田→1994年、瀬野尾→2002年、村上→2005年、福田→2007年、中嶋→2002,2008,2010-2012,2014年、田渕→2010-2013年、川上→2012年、池田→2012,2013年、関・中山→2013,2014年、上野→2014-2017年、2010-2013年はチーフディレクター、安部・植村→2017年）（全員ytv）、菱田貴樹（2005年、クリエイターズユニオン）、広瀬結花（2014年、Dmark）、木村友厚・佐々木修・小林裕紀（木村→2002,2005,2007年、佐々木→2002,2005,2007,2010年、小林→2008年、以上グルービン）、辻山健太（2007,2008,2010年、メガバックス）、川畑智史（2014年、フリー）、光岡麦（Dmark、以前はメガバックス、2011年は取材ディレクター）、三好章仁（泉放送制作、2016,2017年）、市井義彦（CommandC）、東郷誠（ブリッジ）（市井・東郷→2017年）
- チーフディレクター：三輪宗滋（第29回）・山口将人（第34,35回、第33,36回はディレクター）・遠藤慎也（第37-41回、第34,36回はディレクター）・吉田剛志（第40,41回）（全員ytv）
- プロデューサー：豊永幸男（第15回）・喜多村健二・池田智（共に第18回）・竹本輝之（第32回）・斎藤恭仁雄（第36-38回、第31-33回はチーフディレクター、第34,35回は演出）・山崎愛子（第40回-2020年）（全員ytv）、高橋靖二（第15回）・神戸文彦・吉岡正敏（共に第18回）・竹内尊実（第29回）・上田識喜（第29,31回）・川添武明（第31回）（以上日本テレビ）
- 演出補(第40回)：太田匡隆（ytv、第40回、第26回はチーフディレクター、第29回はディレクター、第31,32回は演出、第33-39回はプロデューサー）
- 演出(第40,45回)：山口剛正（ytv、第40回）
- チーフプロデューサー：山西敏之（第26回）・菱田義和（第31回、第26,29回はプロデューサー）・綿谷登（第31,32,35,36回、第26回は美術、第29回はプロデューサー、第33回は大会事務局CP、第34回は大会事務局統括）・吉川秀和（第33,34回）・土居原作也（第37-39回、第15回はディレクター）・中村泰規（第40回、第18回はディレクター）・竹綱裕博（第41-43回、第39,40回はプロデューサー）（全員ytv）、吉田真（第26回）・政橋雅人（第29回、第26回はプロデューサー）・梅原幹（第31回）（以上日本テレビ）
- 制作：梅田尚哉（第31回、第15,18回はディレクター）・竹内伸治（第32回、第26回は総合演出、第29,31回はCP・総合演出）（全員ytv）

## 関連商品
- 鳥人間コンテスト30th ANNIVERSARY（DVDボックス） 2006年発売
  - DVD3枚組および大会規定などを掲載のブックレット付属

## 本大会がモデルの小説・映像作品
- トリガール!
  - 人力プロペラ機部門へ代々出場している「芝浦工業大学Team Birdman Trial」のパイロットをモデルに中村航が執筆した小説および、この小説を基に作られた土屋太鳳主演の実写映画。
  - 映画版の公開を控えていた2017年の第40回大会には、Team Birdman Trialが人力プロペラ機部門に参加していたたため、土屋が映画版のPRを兼ねてスペシャルゲストとして出演。大会の前日に収録されたダイジェスト番組の特別企画で、Team Birdman Trialから参加していたパイロットへのインタビュアーも務めている。
- 舞いあがれ!
  - NHK大阪放送局が制作した連続ドラマで、第44回大会と第45回大会の間（2022年度の下半期）に『NHK連続テレビ小説』内で放送。「幼少期から飛行機に興味を持っていたヒロイン（演：福原遥）が、大阪府内の『浪速大学』（架空の大学）へ進学した後に『なにわバードマン』（学内の人力飛行機サークル）へ入会したことがきっかけで、旅客機のパイロットを目指す」との設定が為されたほか、「イカロスコンテスト」（架空の人力飛行機コンテスト）の映像を劇中に使用していた[11]。
  - 「なにわバードマン」や「イカロスコンテスト」に関するシーンの撮影には、本大会の常連でもある「大阪公立大学 堺・風車の会」が協力[11]。ヒロインが「人力飛行機のパイロット」として臨んだテストフライトや記録飛行のシーンには、当時在籍していた会員が「なにわバードマンのOB」役で出演していた[34]。
  - 第46回（2024年）のゲスト八木莉可子も、「舞いあがれ!」出演メンバーの一人である。